# Katedrální bazilika Narození Nejsvětější Panny Marie (Tarnów)
Katedrální bazilika Narození Panny Marie v Tarnově je původně gotický kostel, přestavěný v pozdějších obdobích. Bazilika se nalézá v polském městě Tarnów v Malopolském vojvodství.

## Popis
Bazilika je trojlodní stavba, s protáhlým presbytářem, uzavřeným trojbokou apsidou a na západní straně přistavěnou 72 m vysokou věží.

## Historie

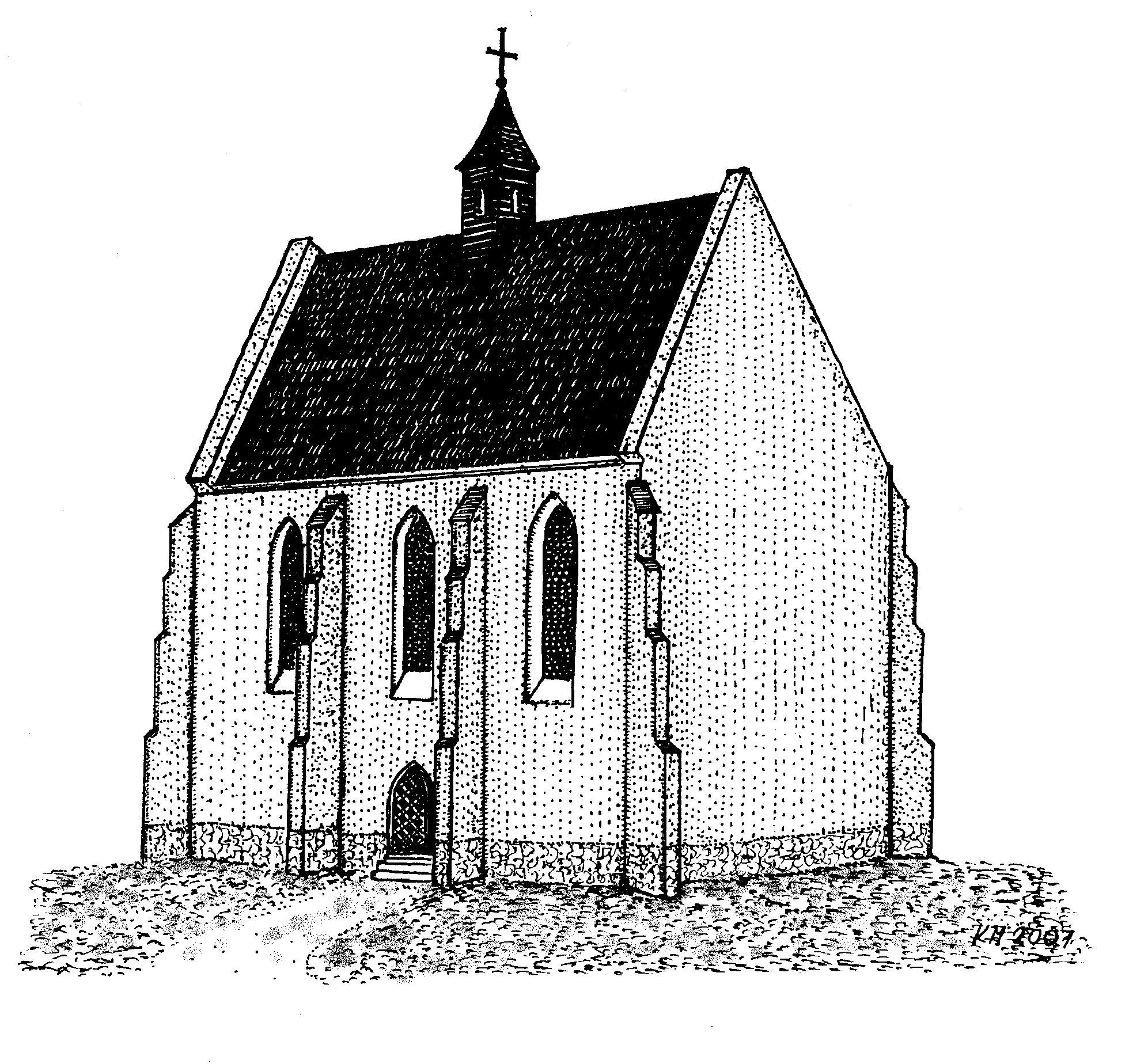
Farní kostel Narození Panny Marie v Tarnově kolem poloviny 14. století Teoretická rekonstrukce.

V nejstarší části (vymezené zdmi lodi) byl kostel postaven úsilím Spycimíra Leliwity po připojení k městu v roce 1330 jako farní kostel. První písemná zmínka pochází z roku 1346. Farářem byl v té době otec Mikolaj, původem Čech, bývalý člen Křižovníků s červeným křížem z Miechówa.
Patronátní právo nad kostelem měli potomci Spycimíra z rodu Tarnowských. Zděný kostel byl postaven v severozápadní části města na jeho nejvyšším místě. Do roku 1784 kolem něj existoval hřbitov. Protože Tarnov patřil k rusínskému starostovi Janu z Tarnova, byl tarnovský farní kostel 28. října 1392 svědkem vysvěcení františkána Jakuba Střepy, později blahoslaveného, na prvního haličského biskupa.
Přibližně ve stejné době byla u jižní zdi farního kostela postavena první kaple, kterou založil krakovský podkomoří, vnuk zakladatele města Spycimíra Leliwity. Jednalo se o kapli svatého Kříže, známou také jako kaple Božího Těla (dnes součást jižní lodi). Dostala sedmiramennou klenbu transeptu.

## Kolegiátní kostel

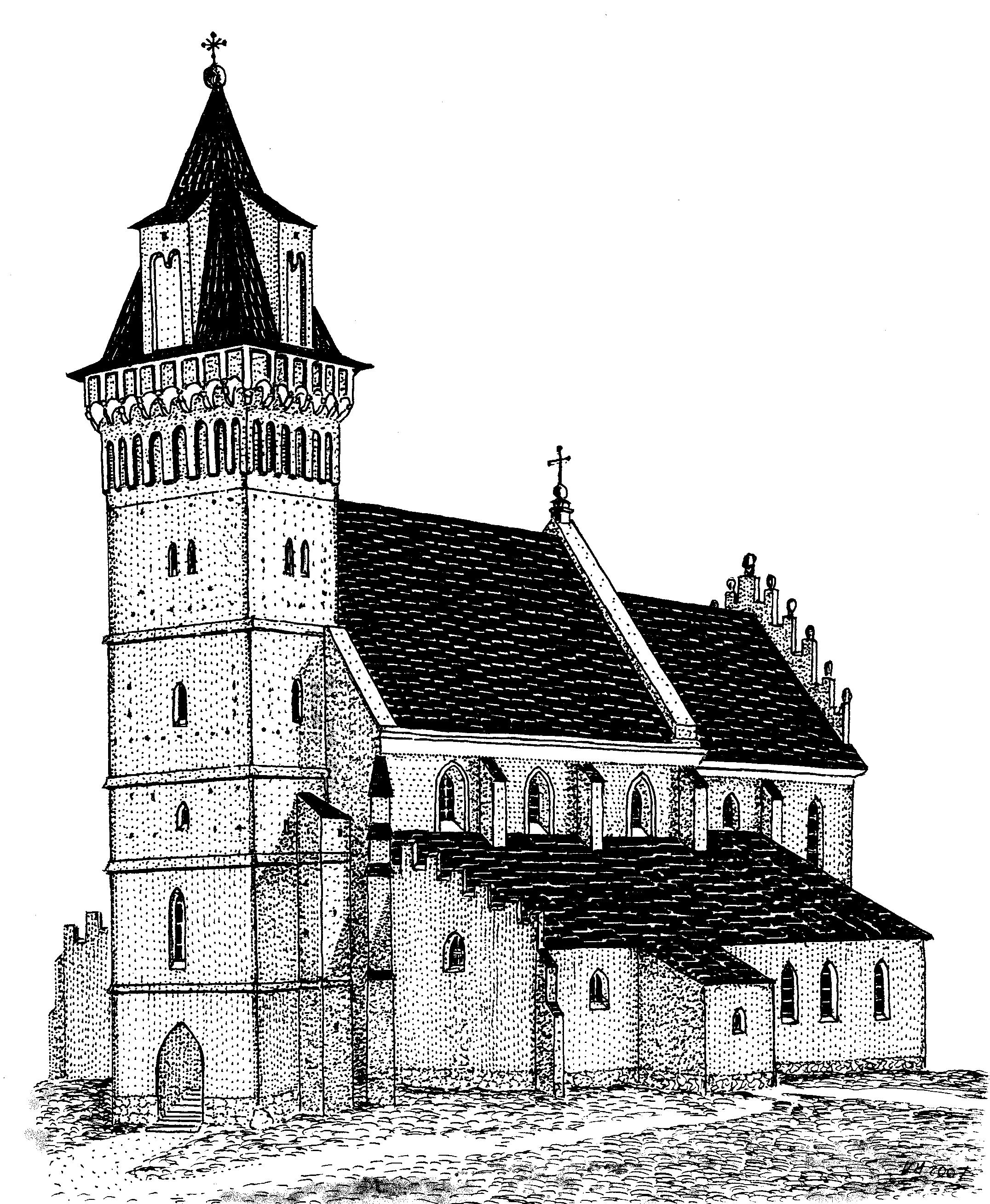
Tarnovský kolegiátní kostel v podobě, kterou získal na konci 15. století a kterou měl až do počátku 19. století.

V roce 1400 povýšil krakovský biskup Piotr Wysz na žádost Jana z Tarnova tarnovský farní kostel na kolegiátní kostel a jmenoval kolegiátní kapitulu se třemi preláty a dvěma kanovníky v čele s proboštem, který vykonával jurisdikci nad duchovními v sedmi farnostech.
S povýšením hodnosti byl kostel pravděpodobně rozšířen o kněžiště, kanovnickou sakristii a pravděpodobně i o věž přistavěnou k západnímu průčelí, jejíž spodní patra byla zděná a horní dřevěná. V následujících letech byly za kolegiátním kostelem u městských hradeb postaveny domy kanovníků, tj. členů kapituly.
Byl to první kolegiátní kostel na pravém břehu Visly v krakovské diecézi a první velmožská fundace v této diecézi. V roce 1415 krakovský vévoda Jan Tarnowski a jeho bratr Spytek založili u hrobu svého otce v kolegiátním kostele kapli s oltářem pod vzýváním Rozeslání apoštolů za spásu jeho duše i duší ostatních předků. Kanovník povinný pečovat o kapli byl obdarován vesnicí Łukowa. Název kaple Rozšíření apoštolů odkazoval na svátek, který se v liturgii římskokatolické církve slaví 15. července, a protože v tento den se v roce 1410 odehrála bitva u Grunwaldu, které se zúčastnili i Lelivci, lze tuto fundaci vykládat také jako votivní oběť za vítězství v této bitvě. Nyní tvoří součást jižní lodi.
Je pravděpodobné, že kaple svaté Anny byla postavena v podobné době jako kaple Rozptýlení apoštolů. Svědčí o tom mimo jiné totožná hvězdicová klenba. V současnosti tvoří kaple část severní lodi.
Není známo, nakolik požáry celého města v letech 1483 a 1494 kolegiátní kostel poškodily. Nelze vyloučit, že po nich byla z iniciativy Jana Amora z Tarnova, zvaného Mladší, postavena nedochovaná horní část věže, síťová klenba hlavní lodi, kaple Panny Marie Škapulířové (nyní součást jižní lodi), klenotnice (nyní součást severní lodi), kanovnické lavice (nyní pod hudebním kůrem) a jižní portál, sochařsky a symbolicky nejbohatší v tomto chrámu.

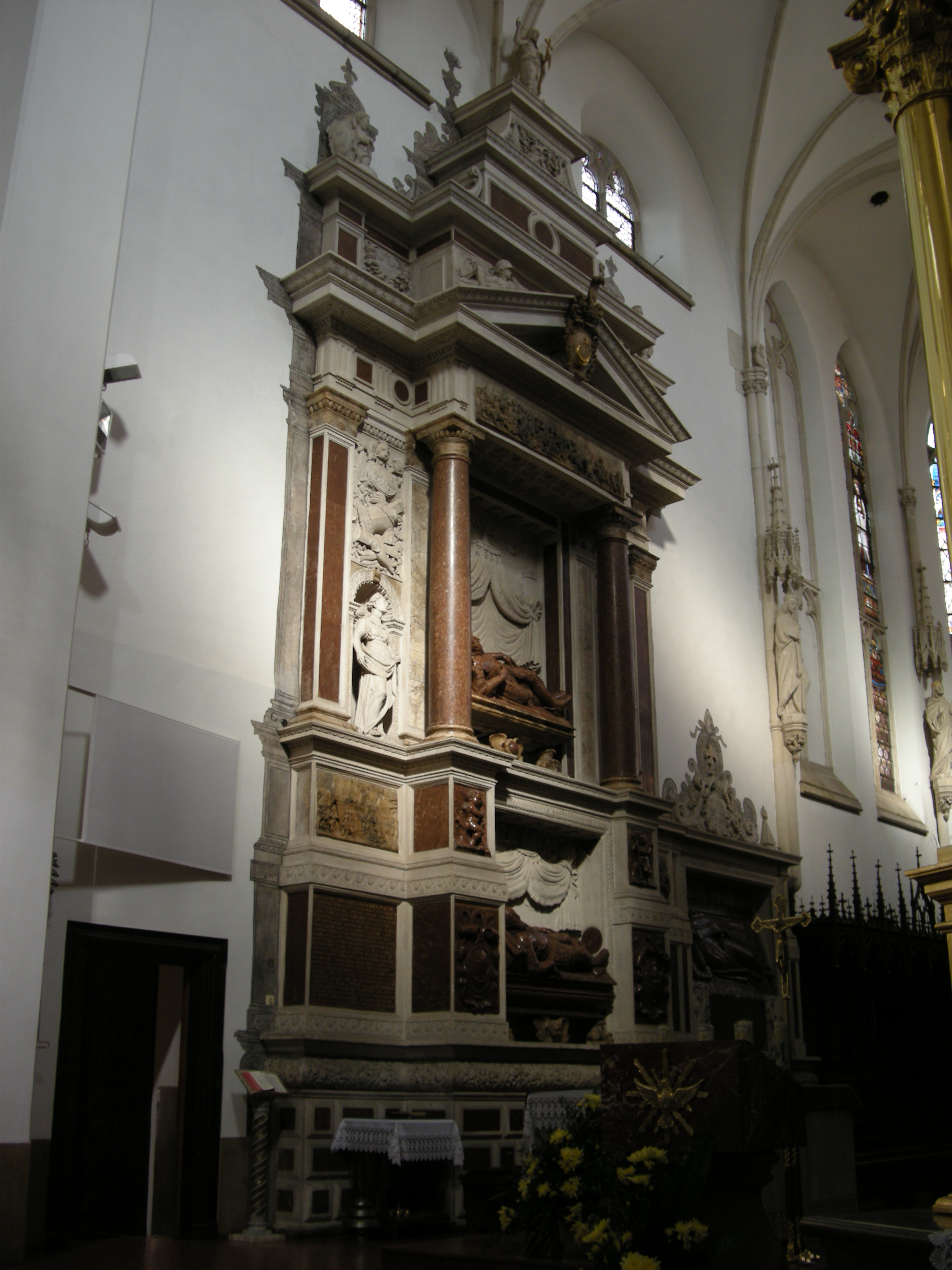
Pomník Jana Amora a Jana Krzysztofa Tarnowského v tarnovské katedrální bazilice.

Další majitel města a patron kostela Jan Amor Tarnowski, velkostatkář a kastelán Krakova, založil několik velkolepých památek a interiér kolegiátního kostela se stal jeho rodinným mauzoleem. Proboštem kolegiátního kostela byl v té době jeho stejnojmenný syn (zemř. 1537), který se na založení mohl rovněž podílet. Pomníky vznikaly postupně: Barbara z Rožnova, vnučka Záviše Černého z Garbowa a matka Jana Amora Tarnowského (1520-24), Barbara z Tęczyńských, syn Jana Alexandra, otce Jana Amora a nevlastního bratra Jana (1525-1536). Pomníky, kromě prvního goticko-renesančního, vznikly pravděpodobně v dílně Bartoloměje Berecciho. Původně byly umístěny v presbytáři kolegiátního kostela. V roce 1528 založil uherský král Jan Zápolský pro kolegiátní kostel oltář (nedochoval se) jako poděkování za pohostinnost, které se mu dostalo v Tarnově.
V roce 1559 daroval hejtman Jan Amor Tarnowski kolegiátnímu kostelu stříbrné plátno na obraz Matky Boží v oltáři (odcizeno v roce 1693). Podle inventáře kolegiátního kostela, vypracovaného v tomto roce na příkaz městské rady, se v něm nacházelo 13 oltářů v péči jednotlivých řeholních bratrstev (Božího Těla, svatého Škapulíře, Literátů a svaté Anny) a cechovních bratrstev. Po smrti hejtmana Jana Amora Tarnowského v roce 1561 pokračovaly práce na stavbě jeho náhrobního pomníku, na němž pracoval italský architekt a sochař Jan Maria Padovano. Dohlížet na ně měl starosta Adam Trzemeski. Padovano při této příležitosti také znovu zkomponoval sochy Barbory rozené Tęczyńské, Jana Alexandra, Jana Amora a Jana Tarnowského, které byly přemístěny do bočních kaplí, aby uvolnily místo pro hejtmanův pomník inspirovaný velkými pomníky benátských dóžat z druhé poloviny 15. století. Protože hejtmanův syn Jan Kryštof zemřel již v roce 1567 před dokončením prací na pomníku, pověřil jeho švagr Konstantin Vasilij Ostrogský umělce, aby hejtmanův pomník přebudoval na dvoupatrový a zahrnul do něj i postavu Jana Kryštofa Tarnowského. Vznikl tak nejvyšší (13,8 m) renesanční pomník v Polsku, který byl v dolní části ještě rozšířen o část věnovanou Žofii Ostrogské, po její smrti v roce 1570.

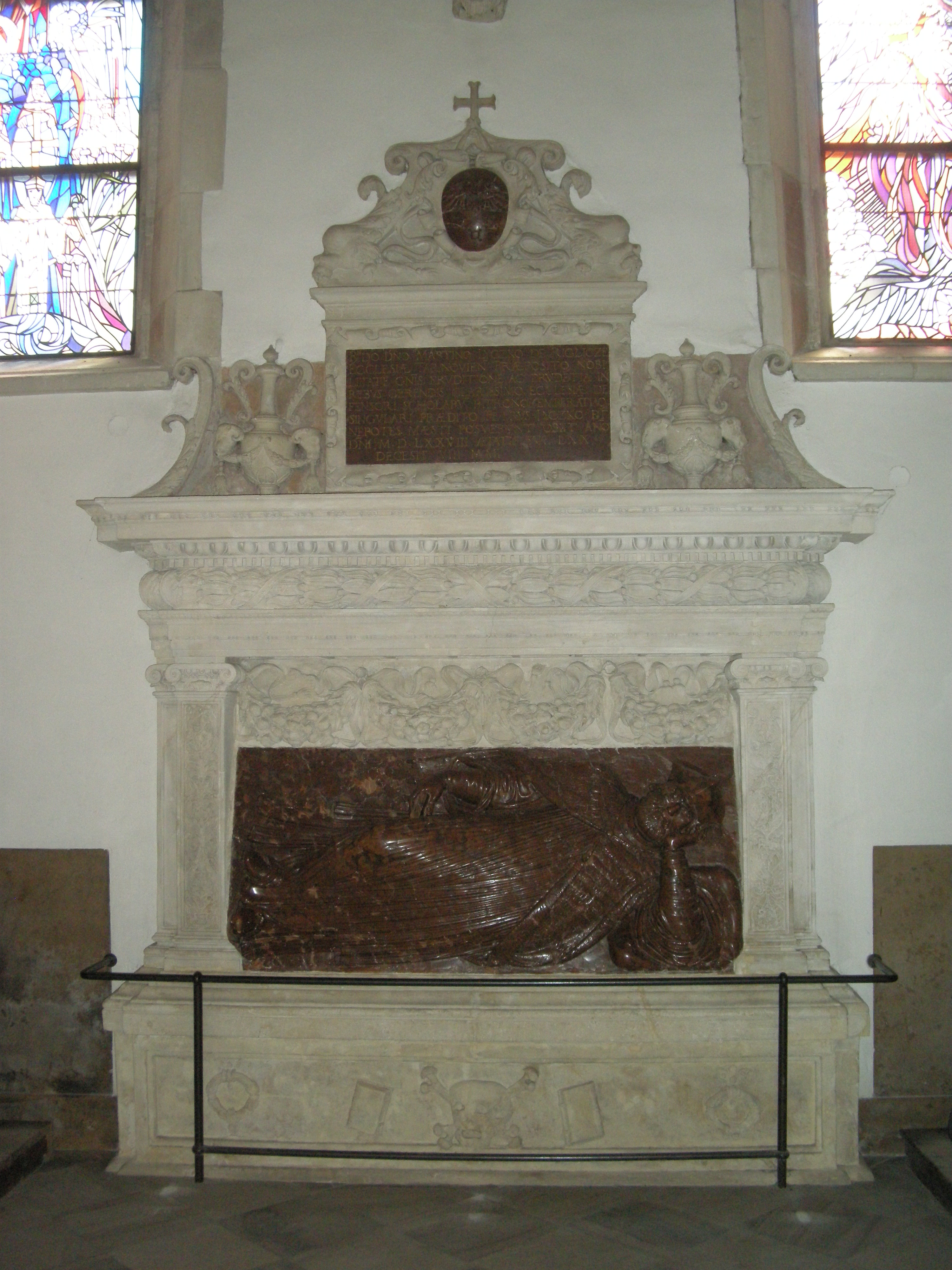
Pomník prebendáře otce Marcina Łyczky

Prvním pomníkem v tarnovském kolegiátním kostele, který nepatřil Tarnowským, byl pomník prebendáře otce Marcina Łyczky (nyní v jižní lodi), který zemřel v roce 1578 a byl mimo jiné zakladatelem zděné budovy farní školy. Autorství tohoto pomníku je připisováno Wojciechu Kuszczycovi, který také vytvořil nejstarší dochovaný epitaf v tomto kostele, věnovaný sochaři Wojciechovi (nyní pod věží před vchodem do lodi).
Dne 15. dubna 1617 se při požáru střechy nad kněžištěm roztavily dva zvony a další dva spadly. Církevní záznamy a privilegia byly zničeny. Rekonstrukce trvala několik let. Během ní byla k severní straně kněžiště přistavěna pokladnice a kapitulní síň. Naproti hejtmanovu pomníku byla instalována monumentální socha knížete Janusze Ostrogského (zemř. 1620) a jeho manželky Zuzany ze Serédychu (zemř. 1596), téměř tak velká, jak ji vidíme, ve stylu gdaňského manýrismu. Autorem pomníku byl Jan Pfister z Vratislavi. Socha byla zhotovena od roku 1612 v Brzeżanech, odkud ji na vozech přivezli obyvatelé Strusiny u Tarnova.

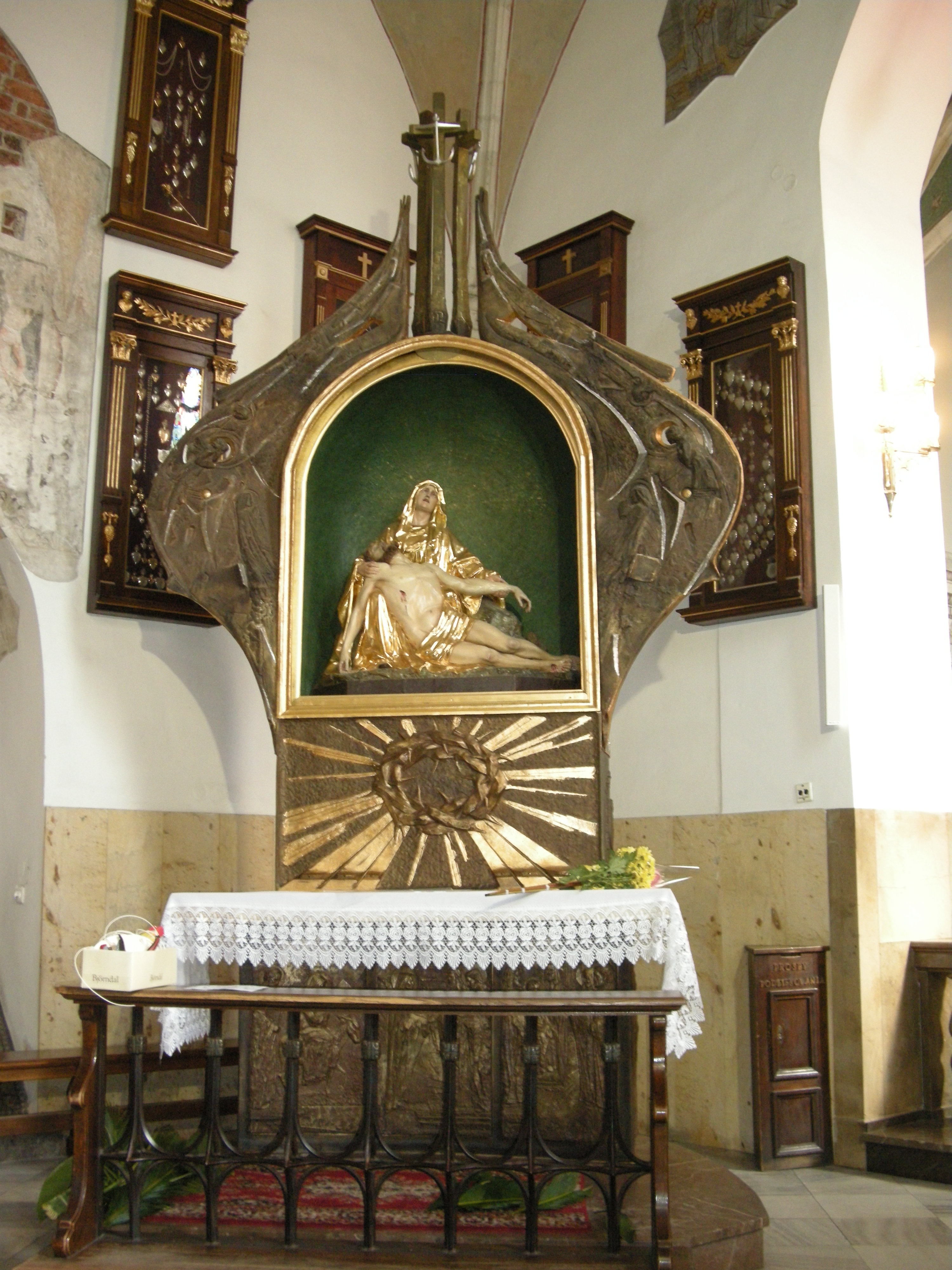
Oltář z roku 1986 s Pietou z počátku 17. století.

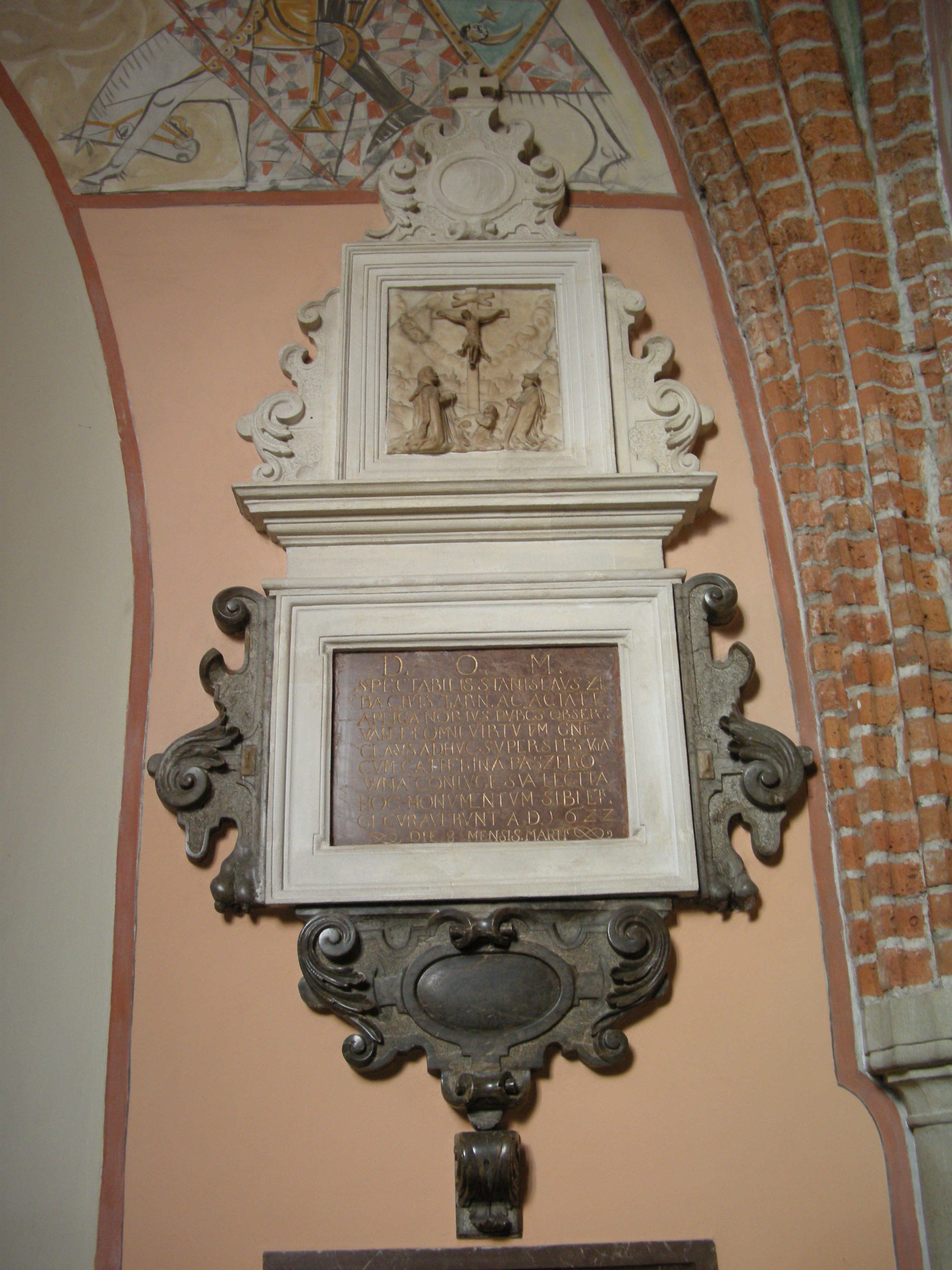
Epitaf rodiny Ziębů z počátku 17. století s nejstarším panoramatem Tarnova.

V roce 1622 byl v kapli Rozpuštění apoštolů umístěn náhrobek na památku zemřelého spolu s jeho manželkou Kateřinou z Passeru. Postavy zesnulých byly zobrazeny na pozadí nejstaršího panoramatu Tarnova. Přibližně ve stejné době byla vytvořena Pieta, která je dodnes uctívána v tarnovské katedrále.
V roce 1644 byl v presbytáři instalován nový hlavní oltář.
V roce 1663, den po slavnosti Božího těla, zničil město i kolegiátní kostel požár. Zachovaly se oltáře a památky. Rekonstrukce začala v roce 1667 a díky darům kapituly a věřících pokračovala několik let.
V roce 1690 udělil papež Alexandr VIII. tarnovským prelátům titul Apoštolského protonotáře s právem užívat pontifikály, stejně jako infule a biskupskou berlu. P. Piotr Stanisław Orłowski, tarnovský probošt, se s díky vydal do Říma. Papež ho obdaroval mnoha relikviemi, včetně celého těla blahoslaveného Felicissima, mučedníka z roku 258. V roce 1700 byly slavnostně vloženy do tarnovského kolegiátního kostela. K zarámování relikvií bylo použito stříbro z kostelní pokladnice a votivní dary z oltářů. Při této příležitosti poprvé zahrála profesionální kolegiátní kapela.
Dne 8. září 1712 byly do nové kaple postavené nad klenotnicí vneseny relikvie přivezené z Říma P. Piotrem Stanisławem Orłowským, jehož přítomnosti přičítali tarnovští obyvatelé rychlý konec morové epidemie v roce 1705. Oltář v ní vznikl v roce 1733.
Na počátku 18. století tvořilo duchovenstvo tarnovské kolegiáty 34 kněží (7 prelátů, 10 kanovníků, 7 vikářů, 5 mansionářů a 5 psalteristů). Byla rozdělena do čtyř kolegií: kolegium prelátů a kanovníků, tzv. velká kapitula; kolegium vikářů, tzv. malá kapitula; kolegium mansionářů a kolegium psalteristů. Preláti a kanovníci měli pobývat v Tarnově, přičemž se měli každý měsíc obměňovat. Pastorační péče o farnost byla úkolem kolegia vikářů a vykonávala se pod vedením probošta.
V roce 1725 navštívil tarnovskou kolegiátu krakovský biskup Konstanty Szaniawski. Nalezl zde čtyři vikáře, tři mansionáře a dva psalteristy; preláti a kanovníci zcela chyběli a bohoslužby, které měli sloužit, byly zanedbávány. V reformním dekretu biskup mimo jiné stanovil nový řád denních bohoslužeb a finanční sankce za jeho porušení. Doporučil také pokrýt chrám nehořlavým materiálem. Scholastikovi nařídil, aby s pomocí měšťanů a kolegiátní kapituly do roka obnovil zdevastovanou školu.
Po požáru města v roce 1735 byla provedena protipožární úprava kolegiátního kostela. Práce byly dokončeny v roce 1740, ale do nové střechy zatékalo a v roce 1757 byl presbytář pokryt měděným plechem. V tomto roce byly také instalovány nové varhany. O deset let později byla zhotovena nová podlaha z peněz získaných prodejem cenností z kolegiátní pokladny. Při této příležitosti byly restaurovány také památky.

## Katedrála

Plán tarnovského kolegiátního kostela z roku 1785 podle F. Herziga. 1. loď (hlavní chór), 2. kaple Svatého Kříže, 3. předsíň, 4. jižní předsíň, 5. a 6. sakristie, 7. severní předsíň (bývalá), 8. kaple Rozpuštění apoštolů, 9. věž, 10. kaple sv. Presbytář (menší chór), 11. kaple Panny Marie Škapulířové, 12. kaple svaté Anny, 13. klenotnice a kapitula, 14. přístavba presbytáře, 15. předsíň klenotnice, Nad č. 5. kaple svatých relikvií.

Dekretem z 20. září 1783 vytvořil císař Josef II. tarnovskou diecézi zahrnující celou viselskou část krakovské arcidiecéze, která byla začleněna do Rakouska jako Halič. Jako katedrála měl sloužit tarnovský kolegiátní kostel. Následujícího roku byly na příkaz téhož císaře zrušeny všechny církevní hřbitovy, včetně hřbitova u tarnovské katedrály. V roce 1785 rakouská vláda zkonfiskovala téměř celý poklad kolegiátního kostela (včetně relikviářů, kalichů, stříbrných oltářních rouch a votivních darů). Bylo nařízeno, že jeden duchovní nesmí mít více než jedno beneficium. Nové nařízení vedlo ke zrušení kapituly v její dosavadní podobě. Odměny tarnovských prelátů a kanovníků začlenila rakouská vláda do Náboženského fondu, z něhož měli členové nově zřízené katedrální kapituly od té doby pobírat pevné platy. Konfiskovány byly také budovy patřící kolegiátní kapitule. Toho roku shořel také hlavní oltář katedrály.
Dne 13. března 1786 papež Pius VI. kanonicky ustanovil tarnovskou diecézi, začlenil ji do lvovské metropole a bývalé kolegiátní kapitule udělil důstojnost biskupské katedrály. Dne 24. září 1786 se za účasti tisíců věřících uskutečnil slavnostní nástup biskupa Floriana Amanda Janowského, prvního tarnovského biskupa. Rakouská vláda ji však po 22 letech nechala v roce 1808 zrušit.
Tarnovská katedrála se stala farním kostelem v diecézi Przemyśskél a od roku 1822 v diecézi Tyniecké.

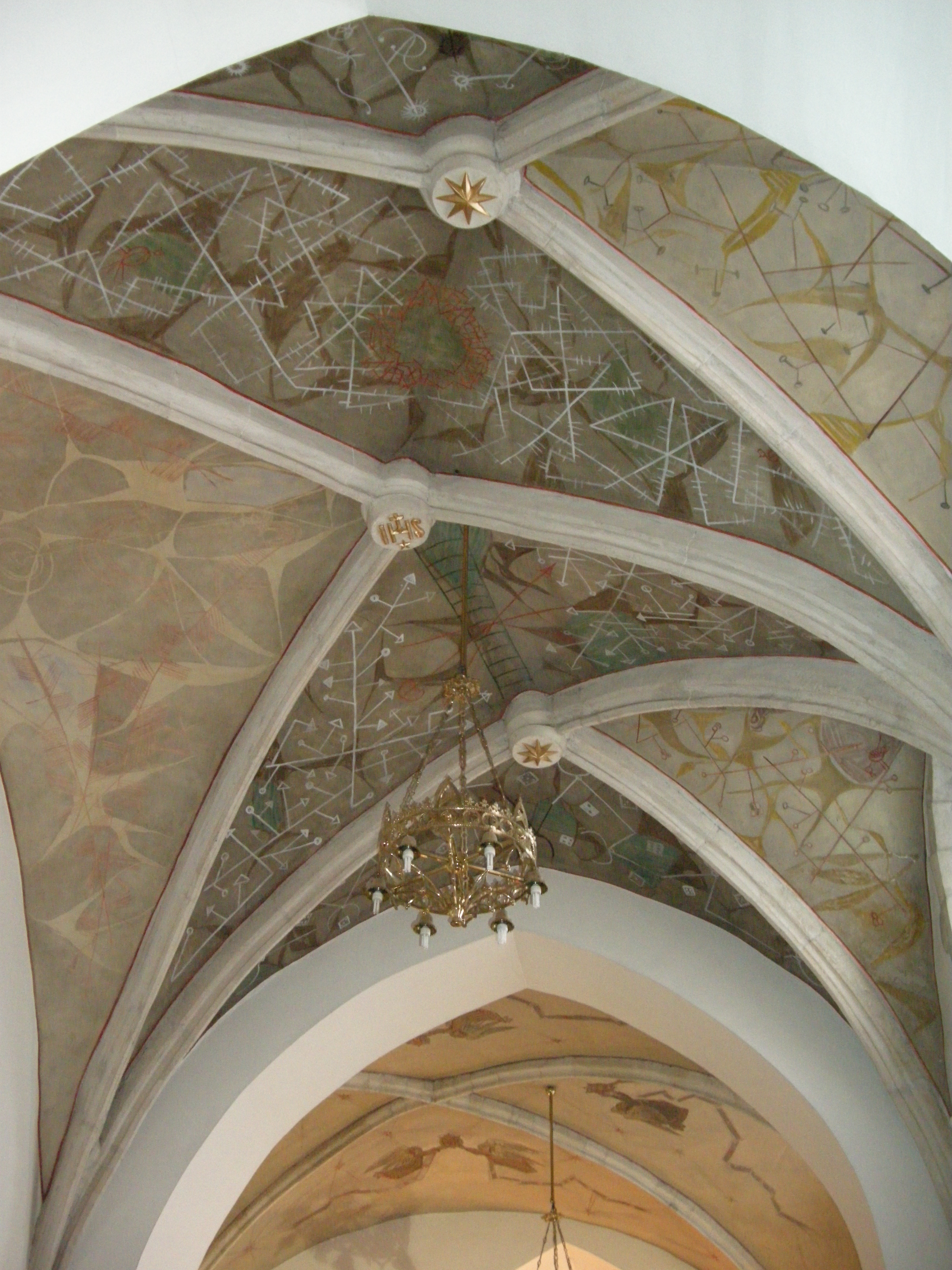
Sedmiramenná klenba bývalé kaple sv. Kříže

Na počátku 19. století byly kaple Panny Marie Škapulířové a Svatého Kříže sloučeny do jedné zasvěcené svatému Valentýnovi (dnes součást jižní lodi). V roce 1810 byla kvůli špatnému stavu snesena horní část věže až po hřeben střechy. V roce 1821 byla na soukromé náklady mírně zvýšena a zastřešena kupolovitou střechou.

## Obnova a rekonstrukce 1827-1832

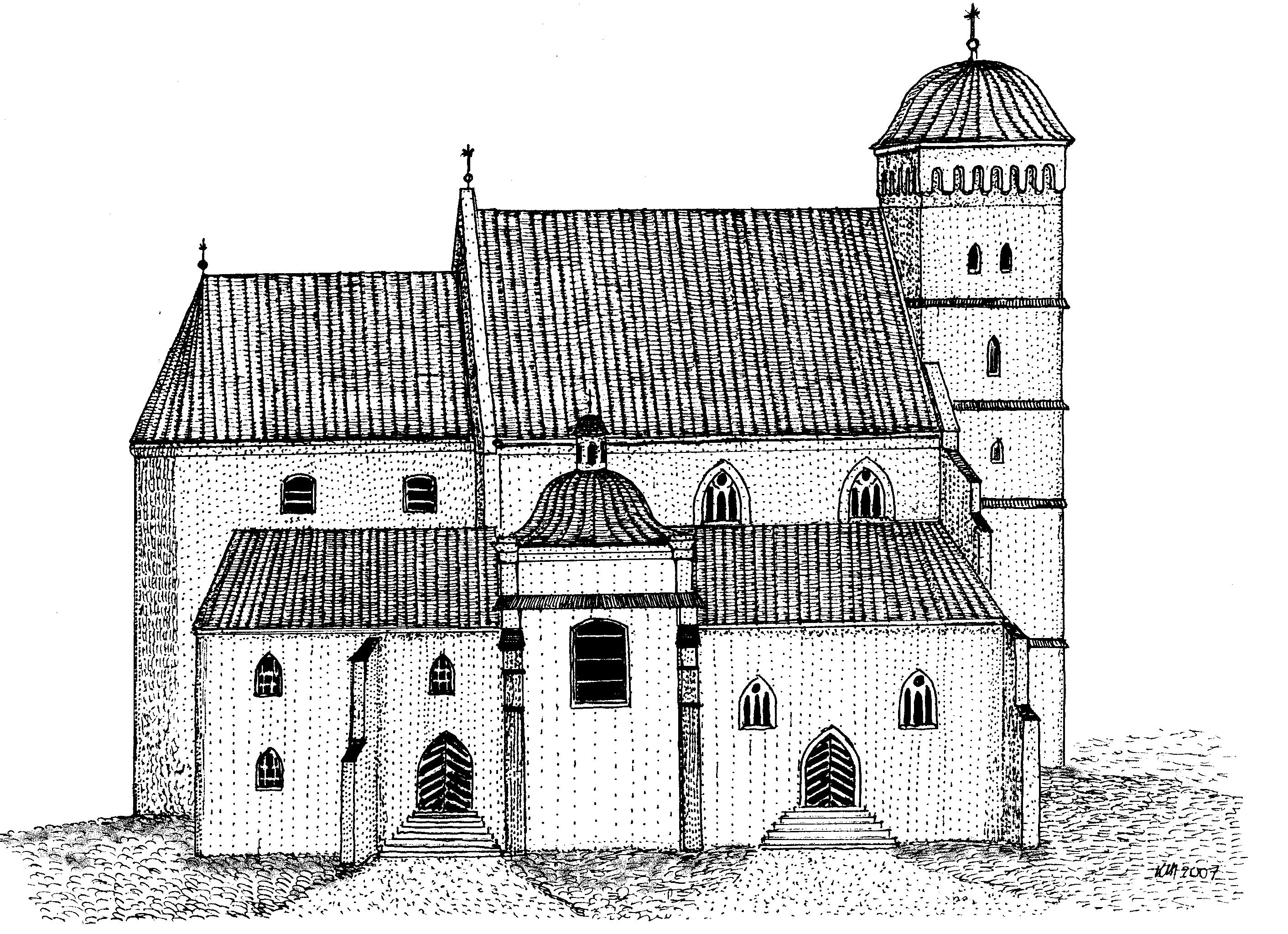
Tarnovská katedrála v letech 1827-1890. Pohled od severu

V roce 1826 bylo díky iniciativě týneckého biskupa Řehoře Tomáše Zieglera rozhodnuto o přesunu biskupské katedrály zpět do Tarnówa.
Dne 28. dubna 1827 položil biskup Grzegorz Tomasz Ziegler základní kámen k přestavbě katedrály. Po jeho odchodu v témže roce vedl práce, které trvaly až do roku 1832, generální vikář P. Jan Chrzciciel Fukier a farář P. Stanisław Kostka Zabierzewski. Zahrnovaly rozšíření presbytáře (který do té doby končil plochou stěnou, nahrazenou polygonální stěnou bez oken), vložení nového hlavního oltáře podobného výšky jako u Tarnowského a Ostrogského, s obrazem Nanebevzetí Panny Marie přivezeným z Vídně, a přestavbu a rozšíření hudebního kůru, na němž byly umístěny nové varhany. Kaple, sakristie a snížená kaple svaté Relikvie na severní straně lodi byly spojeny do jednoho interiéru severní lodi, nazvaného kaple svaté Anny. Na jižní straně byla kaple svatého Valentýna, rozšířená o východní část, přejmenována na kapli svatého Benedikta a vytvořila jižní loď. Celá vnější fasáda byla pokryta vápennou maltou. Katedrála tak získala bazilikální půdorys se dvěma loděmi, přičemž se ztratily gotické prvky. Během prací byly poškozeny památky v kněžišti.
Katedrála byla obohacena o antepedium ze stříbrného plechu zhotovené v letech 1753-55 ve Vratislavi a Augsburgu, které původně pro týnecký klášter financoval opat Stanisław Benedikt Bartoszewski z erbu Bończa. Pravděpodobně v této době byl také do katedrály umístěn velký kříž u jižního vchodu.

## Restaurování v letech 1850-1853

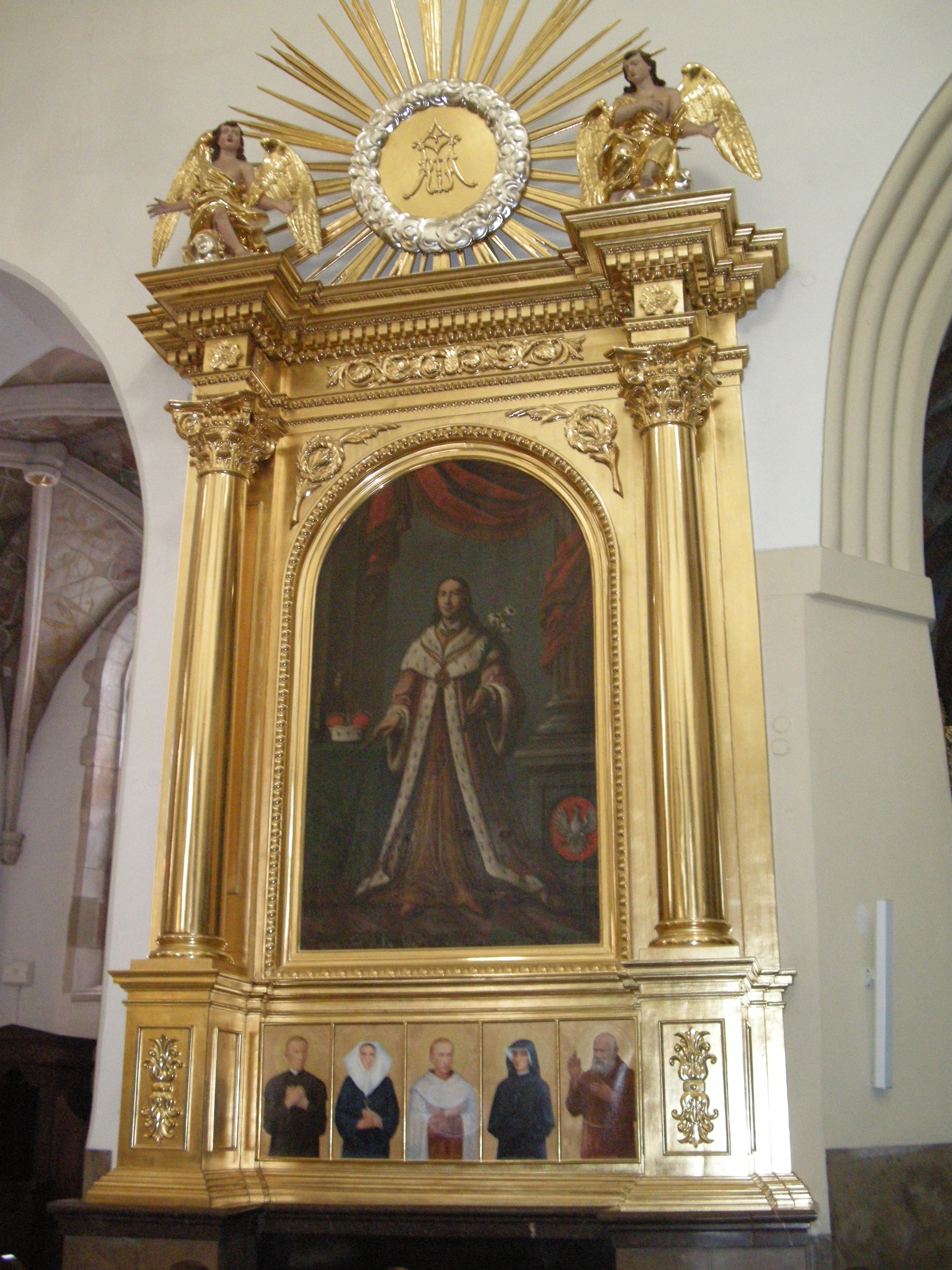
Oltář svatého Kazimíra Krále z roku 1850 s polským znakem, který přežil rozdělení Polska a německou okupace.

Další práce v katedrále probíhaly z iniciativy a pod vedením faráře Michaela Krále. V roce 1850 objednal u firmy Danasiewicz z Nového Sącze dva boční oltáře, stylově sladěné s hlavním oltářem. Ty stojí dodnes. Vlevo s obrazem svatého Josefa (nyní Panny Marie Čenstochovské), vpravo s Ukřižováním od neznámého malíře z Kalwarie Zebrzydowské. Třetí boční oltář s obrazem svatého Kazimíra od Ksawery Marynowského financoval otec Walenty Kostkowicz. Kvůli začlenění znaku Polska do obrazu tohoto světce se páter Michał Król musel potýkat s obviněním z neloajality vůči císaři. P. Král také vyměnil oltáře v kaplích svaté Anny a svatého Benedikta. V první z nich byl umístěn obraz Nejsvětějšího Srdce Ježíšova od Wieslawa Zarzyckého z Krakova.
V roce 1853 byla v katedrále položena nová podlaha, zakoupená ze zbořeného paláce Lubomirských v Dąbrowě Tarnowské. Byla přistavěna druhá sakristie, která sloužila kanovníkům, a opraveny náhrobní pomníky slepením úlomků rozbitých v roce 1827 a odstraněním vrstvy hlíny a barvy z nich. Otci Královi se nepodařilo prosadit přestavbu horní části věže katedrály, o kterou velmi stál.
Dne 29. září 1869 došlo k úmyslnému žhářskému útoku na půdu kněžiště, který se však podařilo uhasit.

## Rekonstrukce v letech 1890-1900

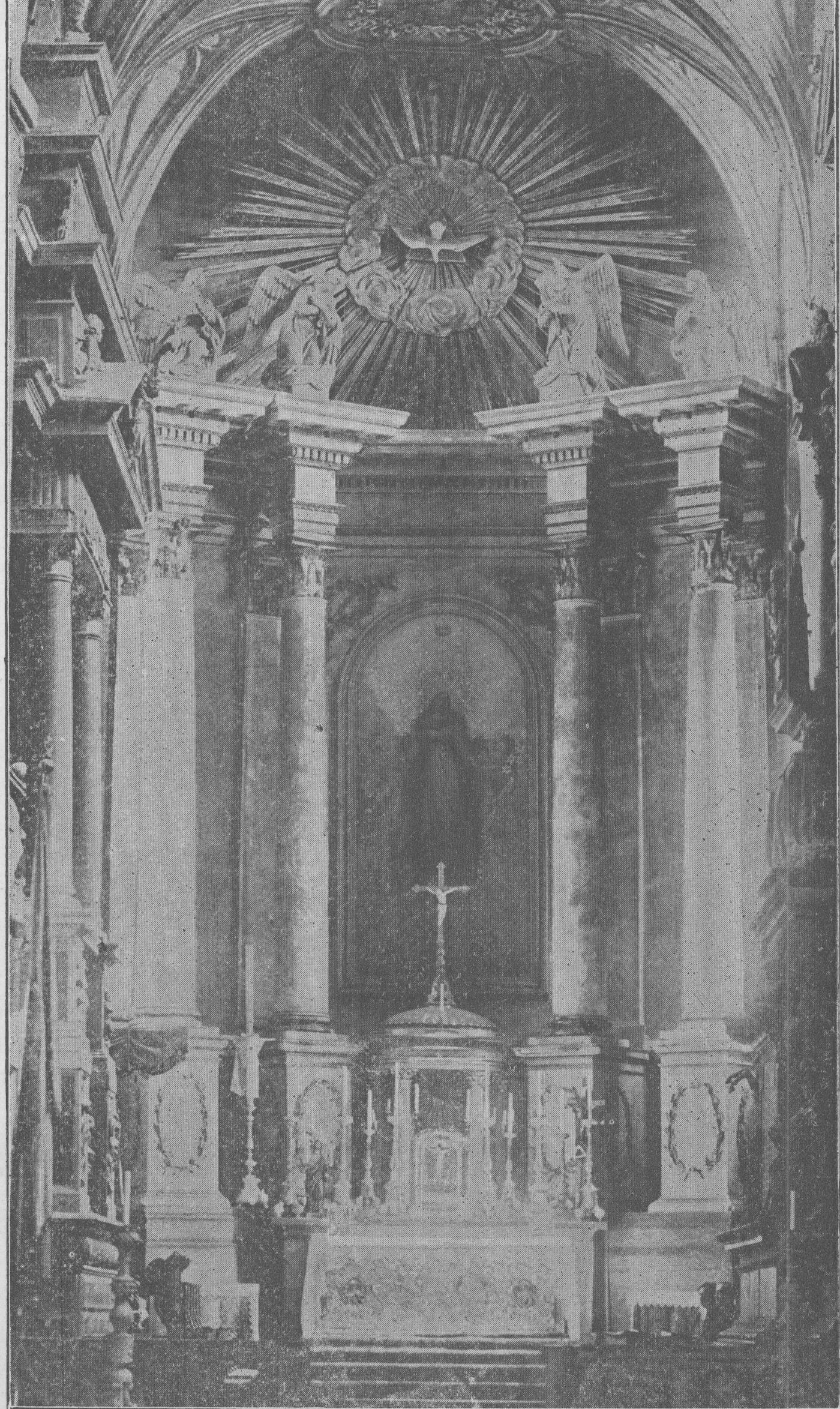
Fotografie kněžiště tarnovské katedrály z roku 1889 před rekonstrukcí v novogotickém stylu.

V roce 1884, u příležitosti 30. výročí vyhlášení dogmatu o Neposkvrněném početí Panny Marie, založil tarnovský biskup Józef Pukalski sochu Panny Marie Neposkvrněné, která stála na sloupu na Katedrálním náměstí. V té době se myšlenky přestavby katedrální věže ujal kanovník P. Stanislaw Walczyński, který na tento účel začal úspěšně přispívat. Původně se - podle návrhu Felixe Księżarského - měla podobat věži Kostela Nanebevzetí Panny Marie v Krakově.

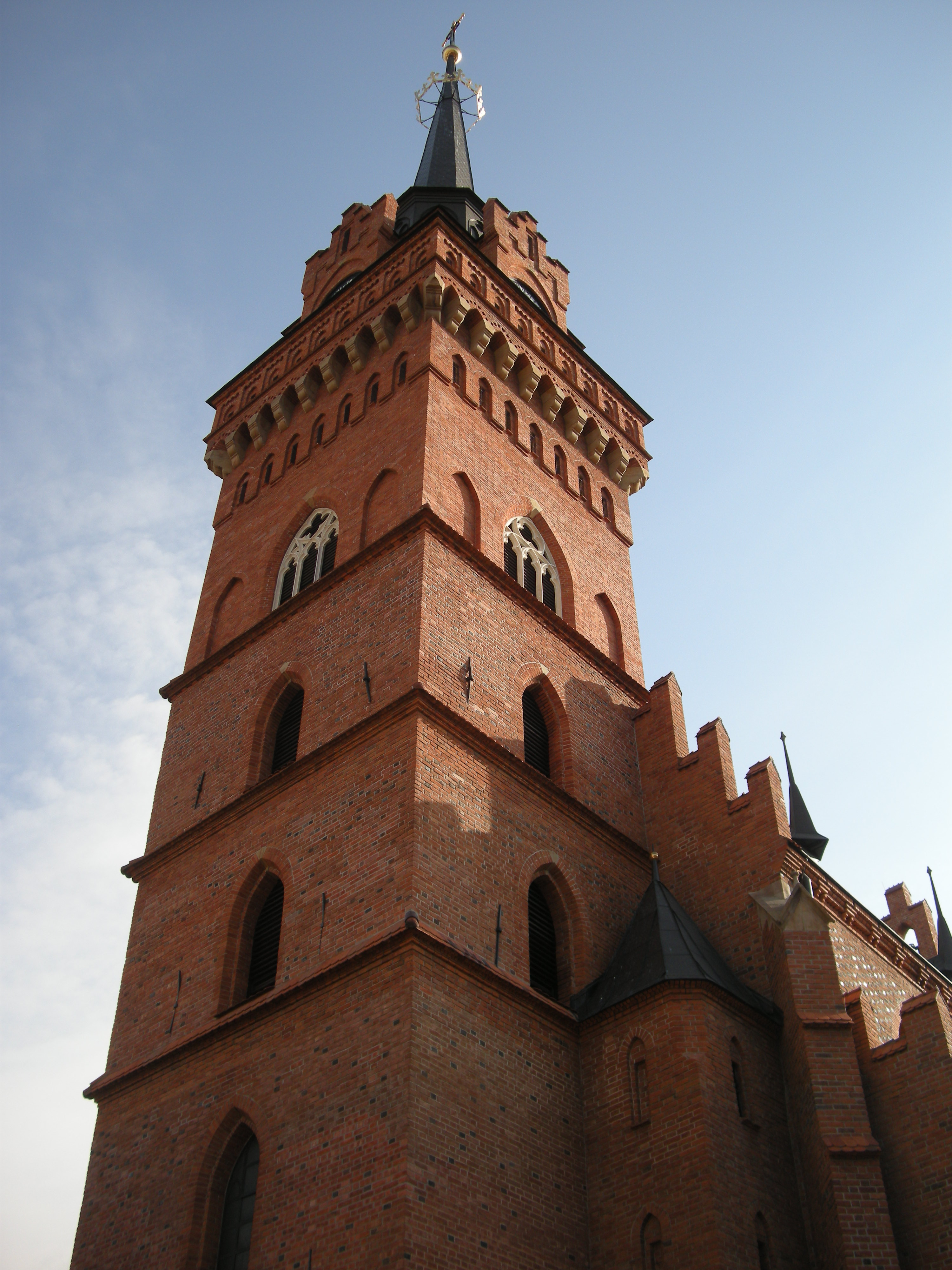
Věž tarnovské katedrály.

V roce 1886 považoval nový tarnovský ordinář biskup Ignacy Łobos obnovu katedrály za jeden z nejnaléhavějších úkolů a přijal záštitu nad sbírkou pro tento účel. Farářem katedrály byl v té době P. Franciszek Leśniak. Projektem novogotické přestavby byl pověřen Julian Zachariewicz ze Lvova. Financování prací z městského rozpočtu bylo v městské radě schváleno jednomyslně. Minimálně polovinou této částky tak na obnovu katedrály přispěla i tarnovská židovská obec. V roce 1890 byly za tímto účelem zřízeny dva výbory, restaurátorský (který se v první fázi prací zabýval především novým kněžištěm a interiérem) a farní (který se v první fázi prací zabýval věží).
Práce prováděla stavební firma Franze Hackbeila staršího. Na přání biskupa byl v jižní lodi jako první projekt postaven oltář Nejsvětější svátosti podle návrhu Tadeusze Błotnického. V roce 1891 bylo dokončeno zpevnění a přestavba věže katedrály, po níž je vysoká 72 metrů. Byl na ni umístěn velký zvon "Ignác Josef" se dvěma menšími zvony a hodiny se čtyřmi ciferníky.
Dokončena byla také obnova Tarnowského a Ostrogského pomníků. Byla odstraněna vrstva laku a omítky a dřevěné doplňky a nahrazeny původními mramorovými nebo alabastrovými částmi, které se zachovaly z předchozího restaurování. Z jižní lodi byla do kněžiště přemístěna také socha Barbory z Rožnova. V lodi byla oškrábána polychromie provedená před 40 lety a natřena na bílo. Bylo také rozhodnuto sejmout omítku z celé fasády budovy a na část stěn položit nový cihlový obklad.
Dne 31. října 1891 bylo dokončeno nové trojboké kněžiště (od té doby mají kněžiště a loď dohromady 45 m) a nová kanonická sakristie. Na stěny presbytáře bylo umístěno šest soch z dílny krakovského sochaře Zikmunda Langmana. Znázorňují světce, kteří žili nebo pobývali v tarnovské diecézi: Stanislava a Adalberta, biskupy a mučedníky, Kingu a Szymona z Lipnice, Kazimierza Królewicze a Jana Kanty. Před koncem roku bylo do jeho oken umístěno pět vitráží, které financovala paní Bidzińska a vyrobila je továrna Jele v Innsbrucku. V presbytáři byly také umístěny nové kanonické stoly z dílny Wakulského v Krakově a v lodi byla umístěna kazatelna z téže dílny.
V roce 1893 byl presbytář díky úsilí restaurátorské komise pokryt plechem a příčka mezi ním a lodí byla zpevněna a ozdobena jehlancovými věnci.
V roce 1896 bylo v katedrále umístěno 14 basreliéfních zastavení křížové cesty, které financoval páter Infulat Stanisław Walczyński. Stěny sakristie a severní lodi, které hrozily zřícením, byly z velké části obnoveny.

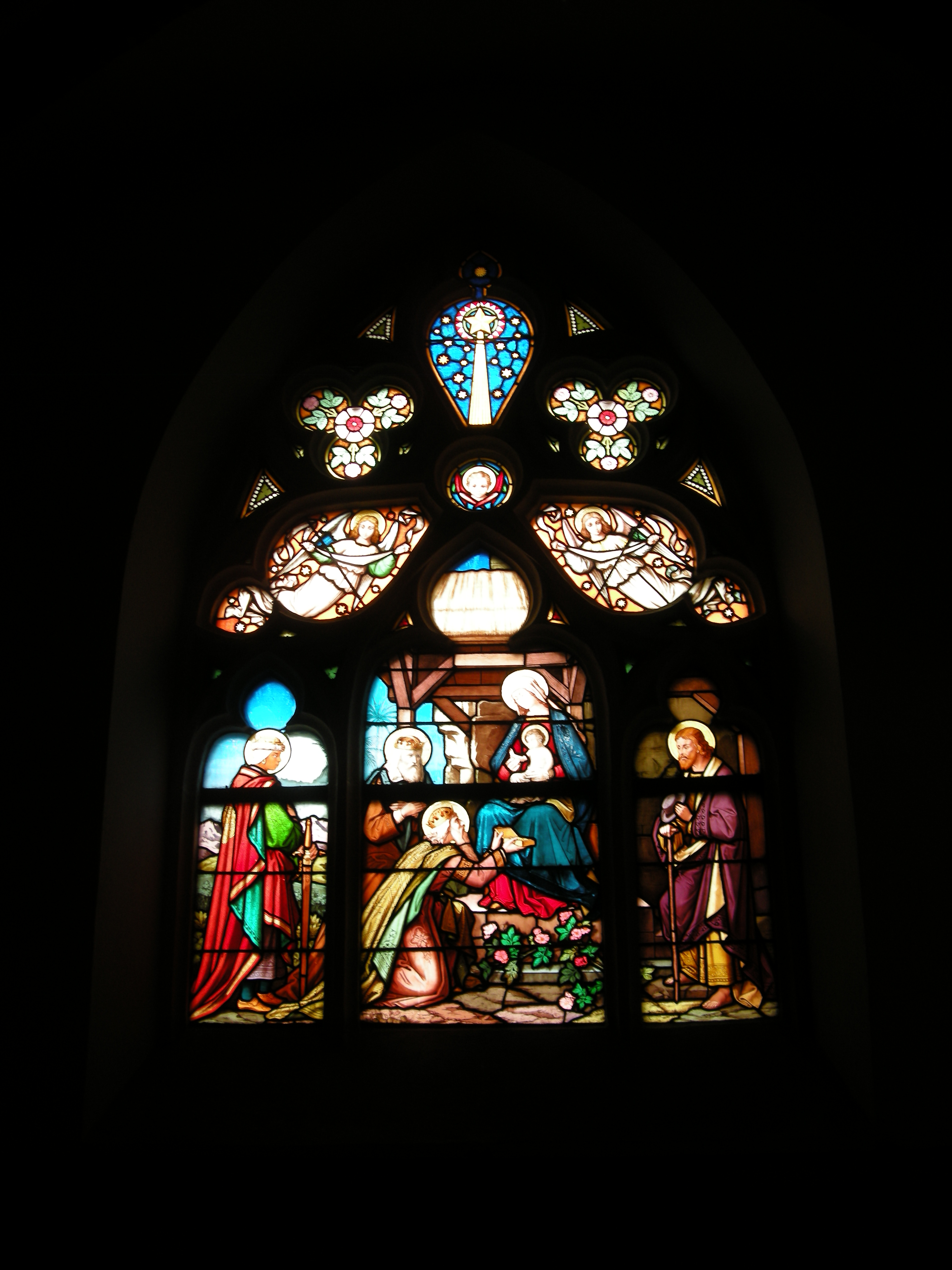
Vitrážové okno v jižní předsíni

V roce 1897 postavila restaurátorská komise severní předsíň. Do oken byla vložena nová vitrážová okna: Zjevení Páně (1891) v jižní předsíni, Kristus Dobrý pastýř (1899) v lodi Nejsvětější svátosti na západní straně; v severní lodi tři vitráže: svatý Stanislav (1891), svatý Tomáš Akvinský, svatý Jeroným a svatý Alfons Liguori (1896) a svatá Anna (1899). Vitráže v kněžišti byly zhotoveny v roce 1895 a zobrazují: sv: Vavřince, svatého Blažeje, svatého Josefa a svatého Ignáce, svatou Barboru a svatou Helenu.

Hlavní vchod po novogotické přestavbě katedrály s již neexistujícím portálem

Plán katedrály po přestavbě dokončené v roce 1900 podle F. Herziga.

V roce 1899 Snaha restaurátorské komise připomenout 50. výročí vlády císaře Františka Josefa I. v předchozím roce umístila na věž katedrály pozlacenou korunu, kterou financovalo duchovenstvo tarnovské diecéze. Práce byly dokončeny před rokem 1900, kdy katedrála slavila 500. výročí postavení tarnovského kolegiátního kostela. Při této příležitosti byla také vydána monografie o katedrále od Franciszka Herziga. V té době byl na vnější stěně jižní lodi katedrály umístěn obraz ukřižovaného Krista, který financoval Janusz Rypuszyński a který byl pravděpodobně zhotoven podle návrhu Antoniho Madeyského. Tím však práce na kostele definitivně neskončily.
V letech 1904-1905 byla z prostředků získaných na obnovu katedrály položena nová podlaha, dokončen sokl kolem stavby a instalován hlavní portál na západní straně podle návrhu Juliana Zachariewicze.

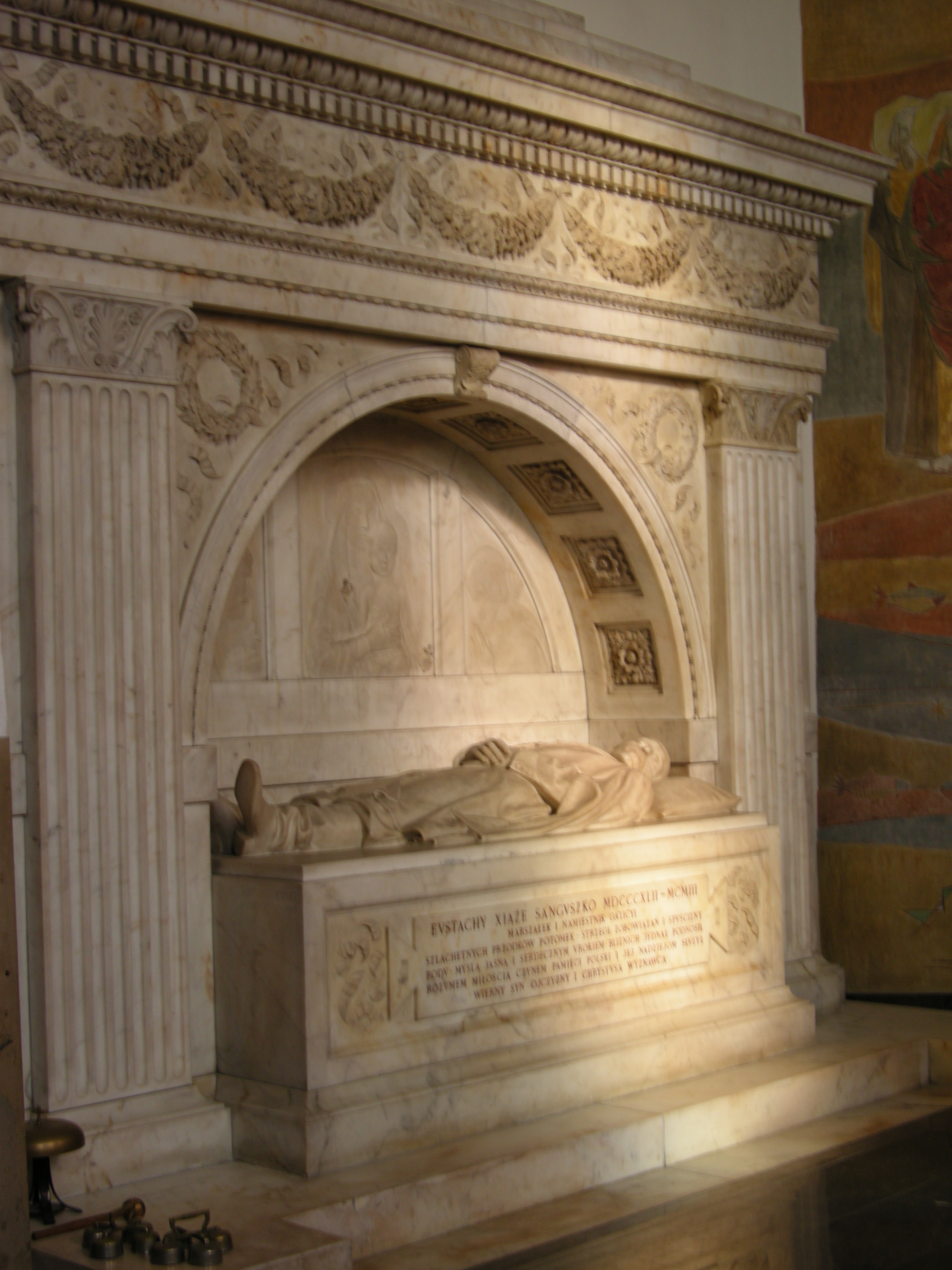
Pomník knížete Eustacha Sanguszka od Antoniho Madeyského.

V roce 1910 byl v kapli Nejsvětější svátosti v jižní lodi umístěn náhrobní pomník knížete Eustacha Sanguszka od Antoniho Madeyského. V témže roce byla u příležitosti 500. výročí Bitvy u Grunwaldu odhalena pamětní deska na zdi katedrály, konkrétně na bývalé kapli Rozdělení apoštolů, kterou financovali příslušníci rodu Tarnowských.
V roce 1913 byla zahájena malba nové polychromie, která však vzbudila vážné námitky Ústřední komise pro památkovou péči ve Vídni jako nepříliš vhodná pro tento kostel. Dne 10. července 1914, téměř v předvečer vypuknutí první světové války, blesk, který udeřil do věže katedrály, vyrval téměř polovinu ciferníku hodin na východní straně.
Během první světové války se katedrále škody vyhnuly.

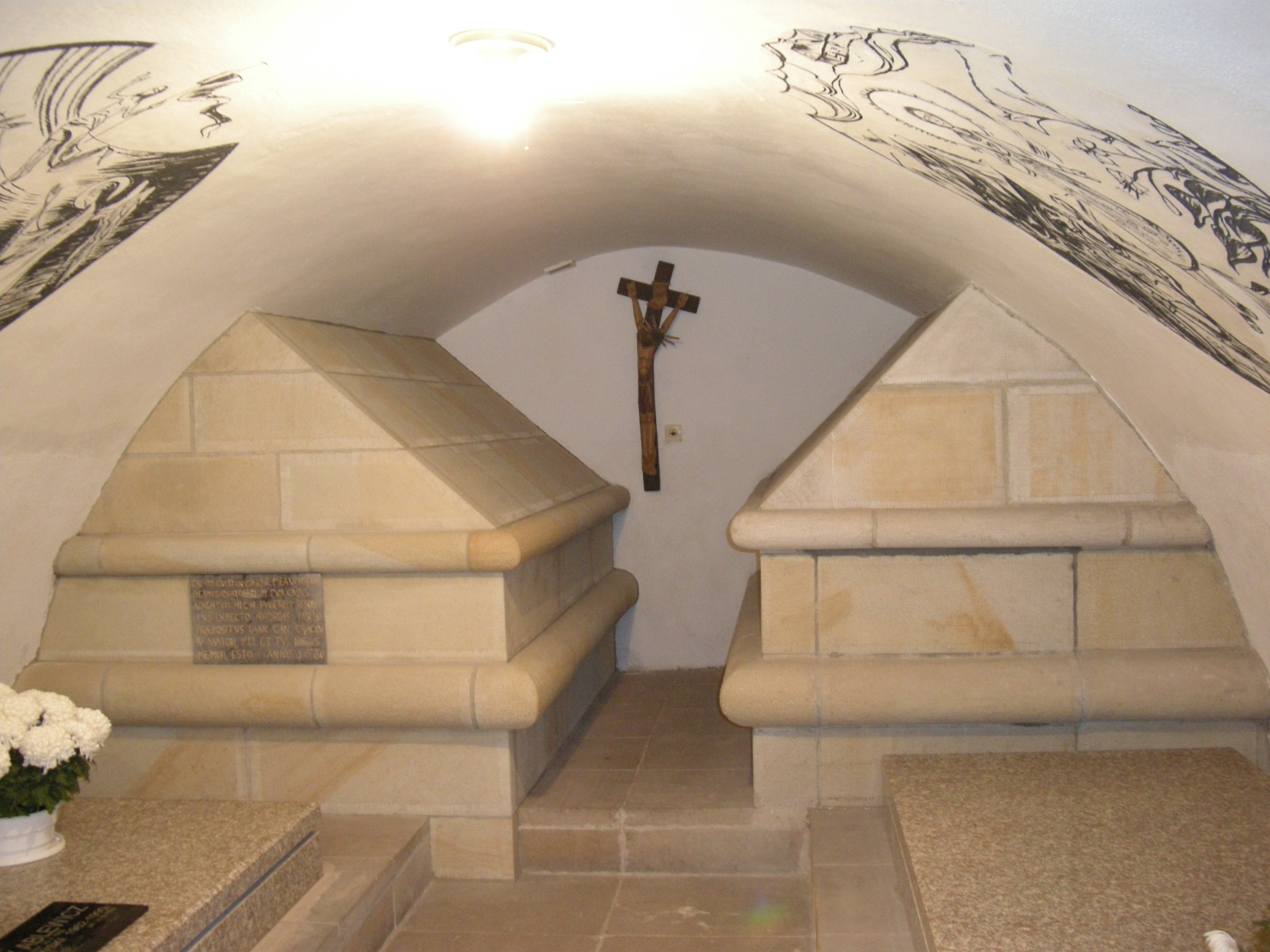
Interiér tarnovské biskupské krypty

Dne 3. listopadu 1918 sloužil biskup Leon Wałęga v katedrále slavnostní bohoslužbu za znovusjednocení polských zemí v Tarnově, které se nyní osvobodily od cizí nadvlády.

## Restaurování v letech 1957-1960

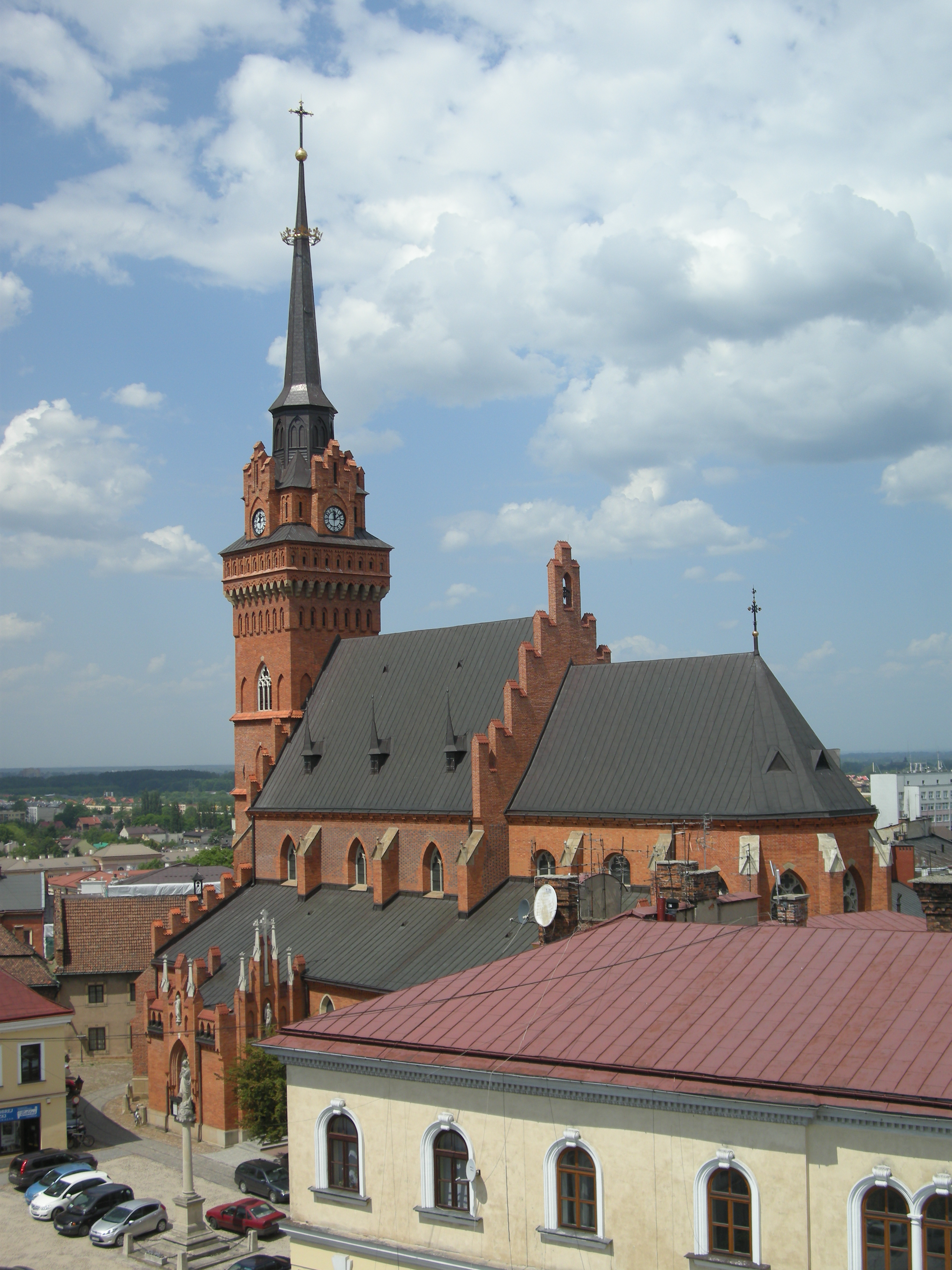
Katedrální bazilika při pohledu z věže radnice

V listopadu 1944 se začal chránit interiér katedrály před blížící se frontou, mimo jiné stavěním zdí u památek a vyplňováním prostor mezi nimi pytli s pískem. Výbuch bomby 10. ledna 1945 zničil pouze soubor vitráží. V roce 1957 byly pod vedením faráře P. Jana Bochenka zahájeny renovační práce na katedrále. V plánu bylo mimo jiné stylově sjednotit interiér nahrazením klasicistních bočních oltářů triptychy a snížením oblouků ve vstupech vedoucích do bočních lodí, ale nakonec se od toho upustilo.
Během prací, které trvaly až do roku 1960, byla mimo jiné vyměněna podlaha za žulu a pod ní umístěno kostelní topení, vyměněno vnitřní osvětlení, očištěny pomníky v presbytáři a rekonstruovány fresky kolem nich, stejně jako části nástěnné polychromie ze 16. století v bývalé kapli Panny Marie Škapulířové. Restaurovány byly také vitráže a zhotoveny nové lavice podle vzoru někdejších rokokových lavic. V severní předsíni byla umístěna deska se jmény kněží tarnovské diecéze zavražděných během německé okupace. Nejvýznamnějším efektem prací byla nová polychromie zdobící interiér chrámu, jejíž jednotlivé části zhotovili: Józef E. Dutkiewicz, Adam Marczyński a Wacław Taranczewski.
K 1000. výročí křesťanství v Polsku byly v roce 1970 do lodi pod věží vloženy nové dveře z lisovaného měděného plechu, které navrhli Bogdana a Anatolij Drwalovi v dílně Mariana Biedrońského. Dne 14. června 1972 udělil papež Pavel VI. tarnovské katedrále titul bazilika minor.

## Restaurování v letech 1981-1987
29. června 1981 byla na Katedrálním náměstí odhalena socha Jana Pavla II. od Bronisława Chromého. V témže roce byly na doporučení biskupa Jerzyho Ablewicze zahájeny první velké práce na obnově interiéru. S nápadem přišel ing. arch. Edwarda Dutkiewicze, syna bývalého restaurátora katedrály a spoluautora polychromie Jozefa E. Dutkiewicze. Na práce dohlížel farář, otec Kazimierz Kos.
Ve dnech 1.-8. září 1982 se uskutečnila v rámci celostátních oslav 600. výročí založení kláštera Jasná Hora návštěva katedrální baziliky kopií ikony Panny Marie Čenstochovské. Oslav na Katedrálním náměstí se denně účastnily tisíce věřících. Po skončení této návštěvy nahradila postavu Panny Marie Lurdské v jednom z bočních oltářů kopie ikony Panny Marie namalovaná Kazimierzem Rydlem z Krakova, dar otce Franciszka Korty.

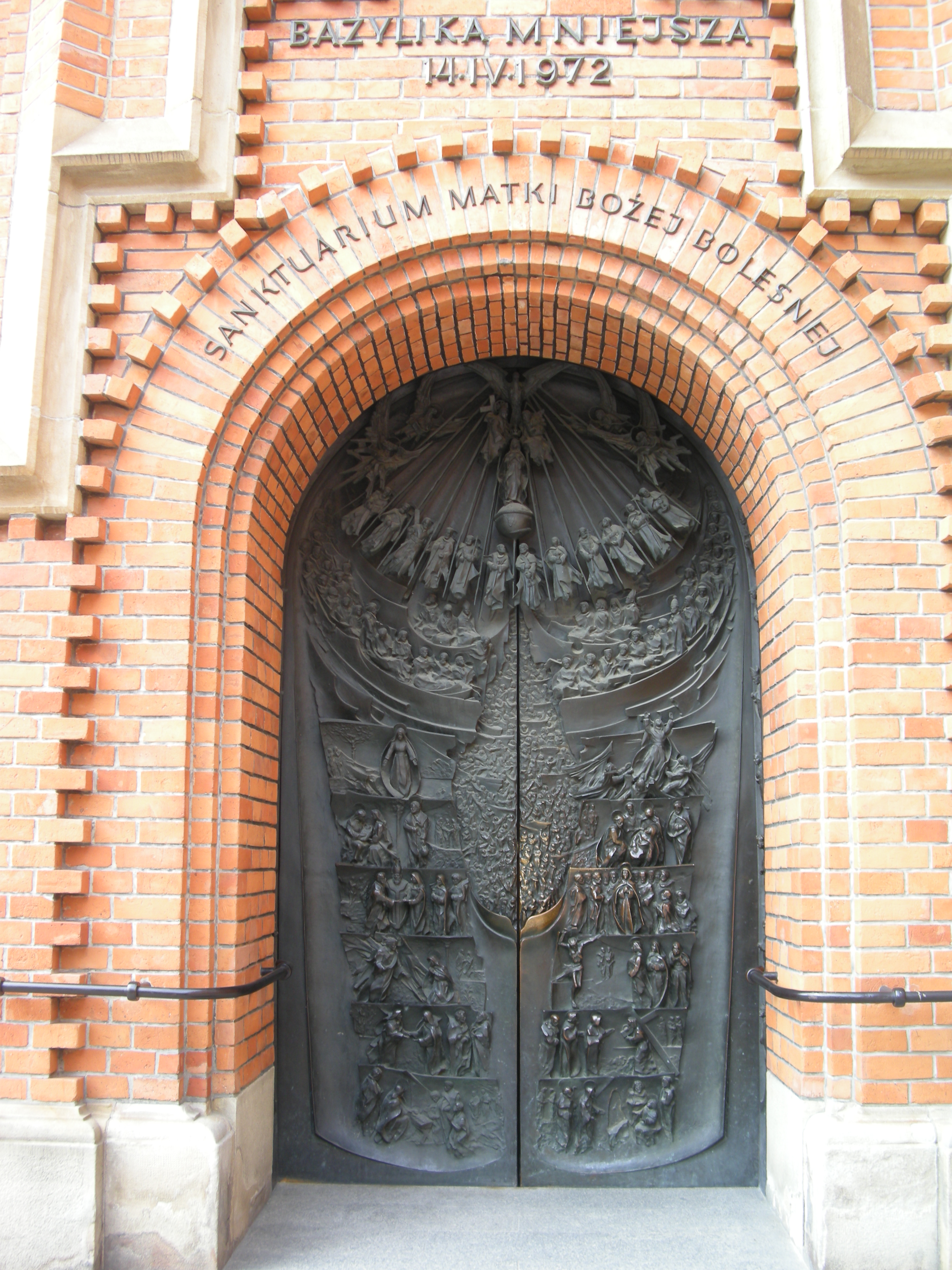
Dveře na jižní straně s výjevy ze života Panny Marie

V roce 1986, před oslavami 200. výročí tarnovské diecéze, byly v katedrální bazilice dokončeny restaurátorské práce. Mimo jiné byly restaurovány památky, obílena polychromie v lodi a presbytáři (v druhém jmenovaném byla zvýšena úroveň podlahy), postaven nový hlavní oltář, který byl přemístěn směrem do lodi (1982 - byly do něj umístěny ostatky blahoslavené Karoliny Kózkówny), socha Panny Marie Bolestné - Piety z jižní předsíně byla přemístěna na nový bronzový oltář v jižní lodi podle návrhu Czesława Dźwigaje. Tento umělec navrhl také troje bronzové dveře s bohatou symbolikou umístěné ve vstupech do katedrály. U vchodů do katedrály jsou umístěny troje bronzové dveře s bohatou symbolikou: v severní předsíni s výjevy Kristova utrpení a odkazy na polské mučednictví (1983), v předsíni sakristie s obrazem Stvoření světa a prvních lidí (1984) a u jižního vchodu dvojité dveře s výjevy ze života Panny Marie (1985). Dveře byly vyrobeny v dílně Stanisława Kowalówky.

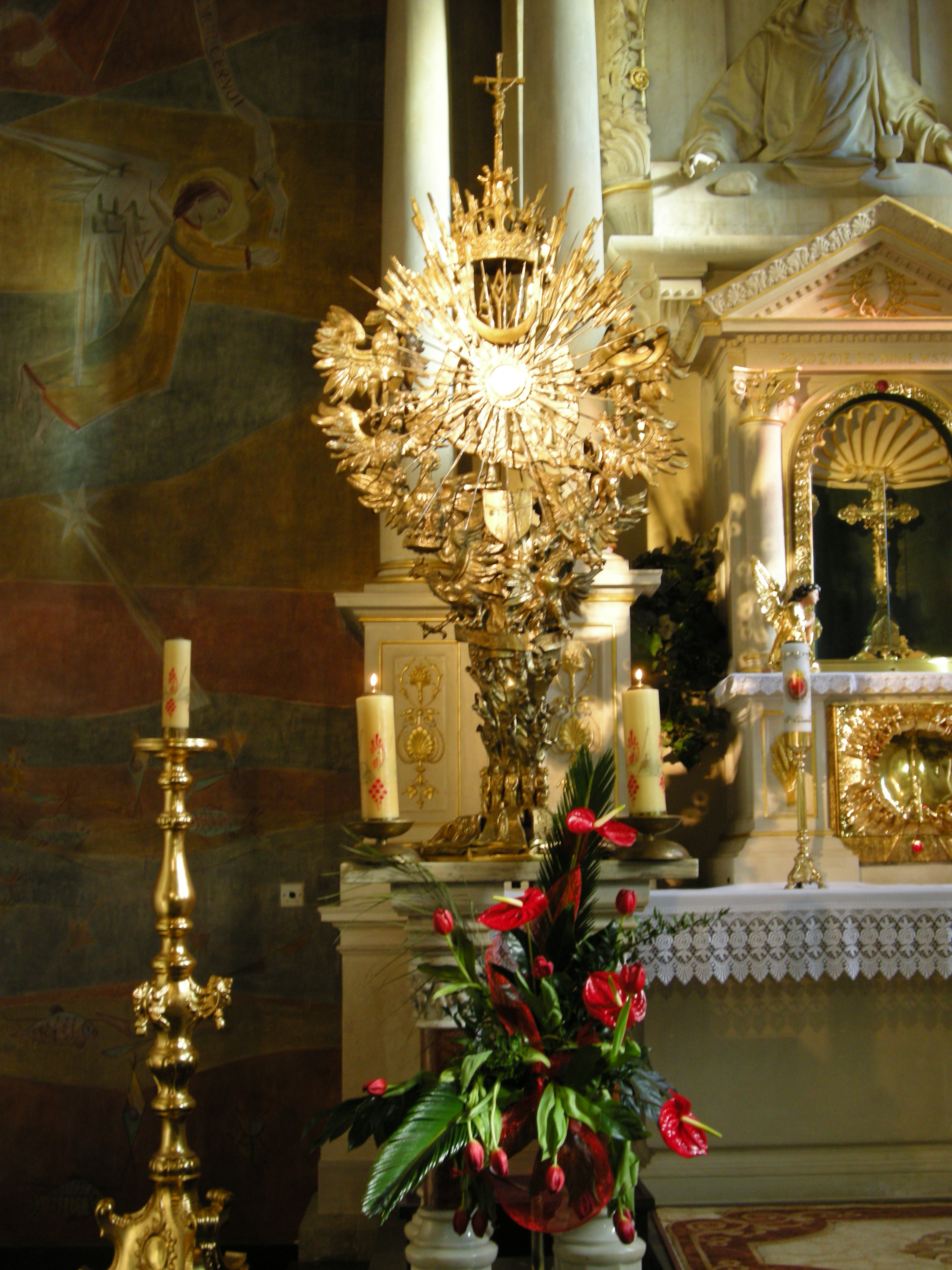
Monstrance zhotovená k 200. výročí tarnovské diecéze

V oknech jižní lodi byly umístěny nové vitráže, které navrhl Józef Furdyna a které byly zhotoveny v dílně Anny a Ireneusze Zarzyckých (169-170). Takto proměněnou a zkrášlenou katedrálu navštívil papež Jan Pavel II. 10. června 1987, kdy na Katedrálním náměstí slavil eucharistické nešpory s použitím 1,5 m vysoké monstrance s obrazy orlů z polských erbů, kterou navrhl Czesław Dźwigaj a financovali ji duchovní tarnovské diecéze.

## Po roce 2000

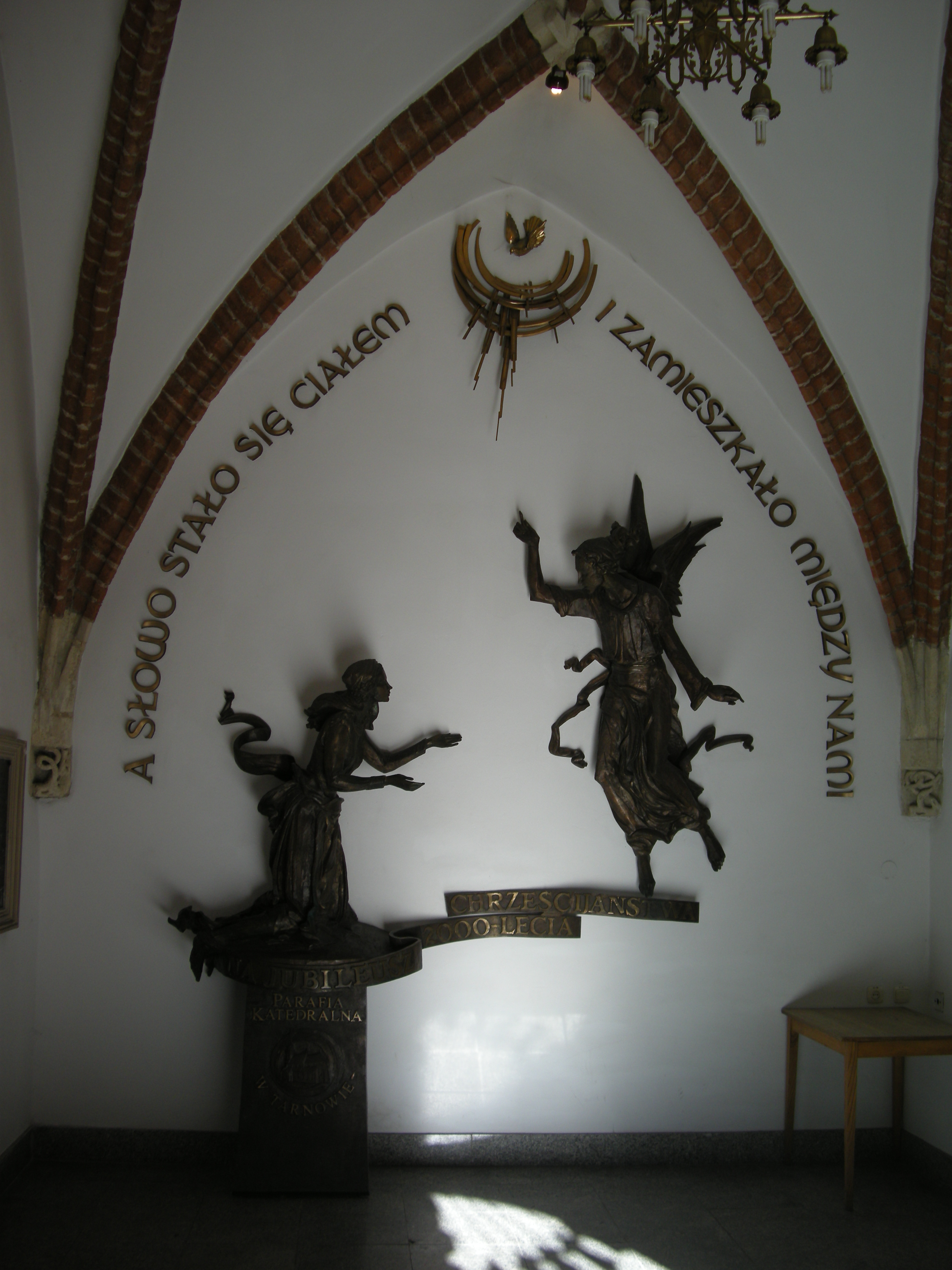
Scéna Zvěstování Panny Marie v jižní předsíni.

V roce 2000, u příležitosti Velkého jubilea, byla na stěnu jižní předsíně, kde byl dříve oltář s Pietou, umístěna bronzová plastika scény Zvěstování, jejímž autorem je Marek Benewiat. V témže roce byla dokončena renovace varhan, varhanní skříň byla přestavěna a byla na ni umístěna postava hudebního anděla. V roce 2002 byl zhotoven vyřezávaný překlad na vnitřní straně dveří pod kůrem, jehož autorem je Kazimierz Klimkiewicz. Jsou na ní vyobrazeny symboly čtyř evangelistů a papežský a biskupský erb. Dne 2. února 2006 vydal biskup Wiktor Skworc dekret o postavení svatostánku Panny Marie Bolestné v katedrálním kostele Narození Panny Marie v Tarnově. Jednalo se o oficiální schválení kultu Piety ze 17. století.
V letech 2005-2007 byla pod dohledem faráře P. Stanisława Salaterského vyměněna měděná plechová střecha nad lodí katedrální baziliky. Rovněž bylo znovu pozlaceno zábradlí u paty kříže a koruna na věži, stěny byly očištěny a poškozené části opraveny. Dne 31. března 2009 byly z iniciativy biskupa Wiktora Skwoce exhumované ostatky biskupů Franciszka Lisowského a Jana Štěpy uloženy do pohřební krypty tarnovských biskupů v katedrální bazilice, jediné přístupné ze sedmi existujících v katedrále. Odpočívají zde také prelát Andrzej Tarło a arcibiskup Jerzy Ablewicz.

## Interiér

### Jižní loď
- Kaple Rozpuštění apoštolů (založena v roce 1415 Janem a Spytkem z Tarnówa, hvězdová klenba z roku 1514, renesanční náhrobní pomník Barbory Tarnówské z doby kolem roku 1536, zhotovený B. Bereccim a J. M. Padovanem)
- Jižní kruchta (počátek 16. století, hvězdicová klenba, bohatě tesaný kamenný portál z roku 1516)*
- Kaple svatého Kříže (kolem roku 1400, náhrobní pomník P. M. Lychky, po roce 1578)

### Severní loď
- kaple svaté Anny (před 1514, hvězdicová klenba, renesanční náhrobek tří Janů Tarnowských (včetně Jana Amora Iuniora Tarnowského), horizontální, z bílého pískovce po roce 1536 od Giovanniho Marii Padovana nebo Santi Gucciho)
- severní kruchta (kamenný portál, kolem roku 1400)
- kaple Srdce Ježíšova (pozdně renesanční náhrobní pomník pátera K. Branického, po roce 1602)

### Kruchta (pod věží)
- Gotický portál z počátku 16. stol.
- Náhrobek Barbory z Rožna Tarnowské (asi 1520, goticko-renesanční)

### Presbytář
- Náhrobek Jana, Jana Kryštofa Tarnowského a Z. Ostrogska (1561-73, renesanční, provedli J. M. Padovano a jeho pomocník V. Kuszczyc)
- Architektura a symbolika Tarnowského pomníku v tarnovské katedrální bazilice
- Náhrobek Janusze a Zuzany Ostrogských (1612-20, baroko s alegorickými sochami, autor J. Pfister)

Pod hudebním chórem jsou bohatě vyřezávané kanovnické lavice z konce 15. století. Polychromie interiéru pochází z let 1957-60 a provedli ji J. E. Dutkiewicz, A. Marczyński a W. Taranczewski.

## Varhany
Stavba varhan v tarnovské katedrále byla shrnutím restaurátorských prací, které byly v kostele provedeny v letech 1889-1897 a jejichž součástí byla i stavba novogotického kůru, který existuje dodnes. Nástroj vyrobila firma bratří Riegerů z Karniowa. Podle katalogu této firmy byly varhany v tarnovské katedrále postaveny v roce 1906. V letech 1964-65 byly varhany přestavěny a rozšířeny varhanářskou firmou Biernacki. V průběhu prací, zatížených daňovými omezeními, pobočka firmy Biernacki zkrachovala a rekonstrukci dokončil Tadeusz Rajkowski z Wloclawku.

## Galerie

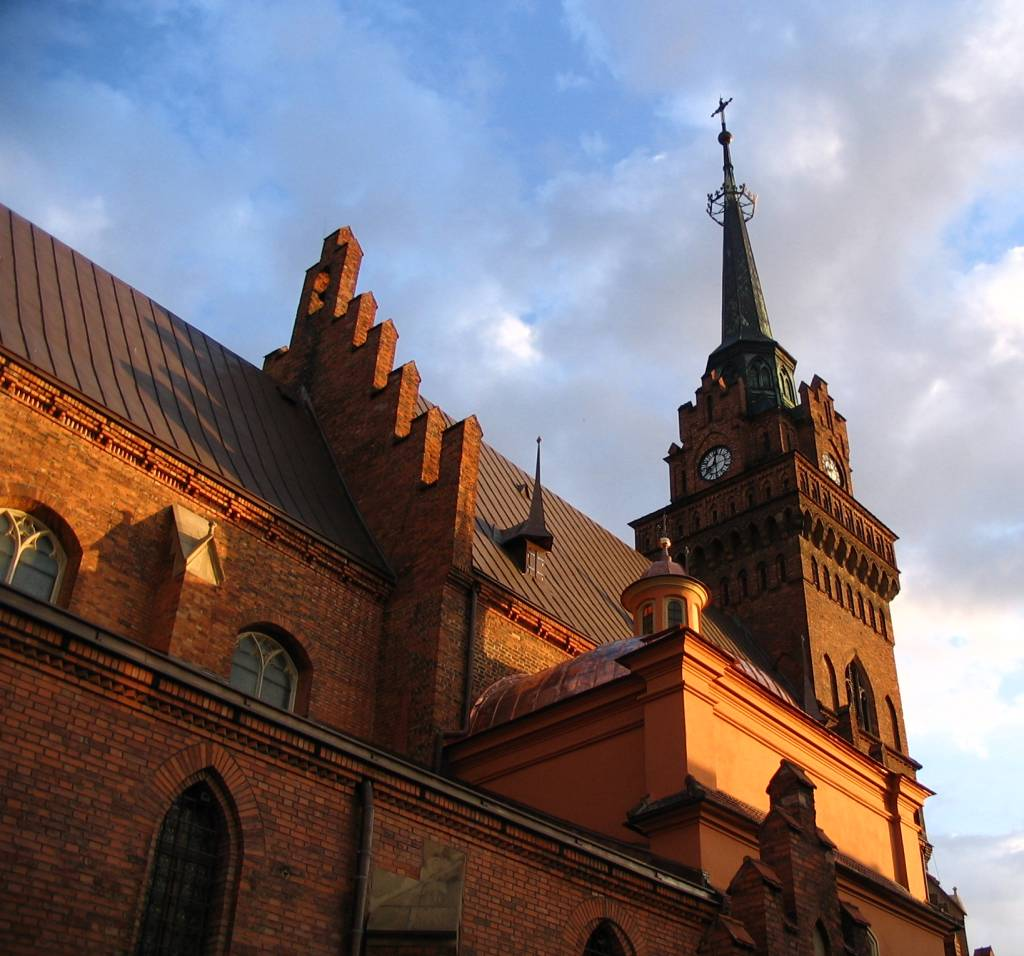
Pohled od severovýchodu
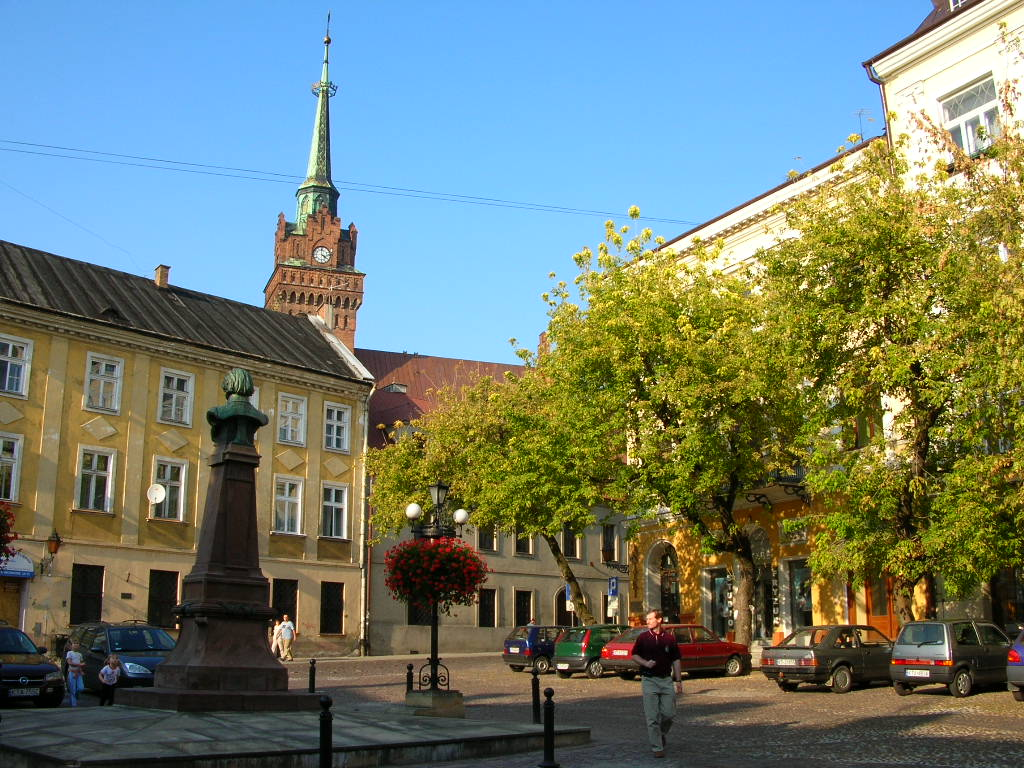
Pohled na věž a staré městské domy. Historická fotografie pořízená před vykácením stromů na náměstí Kazimierza.
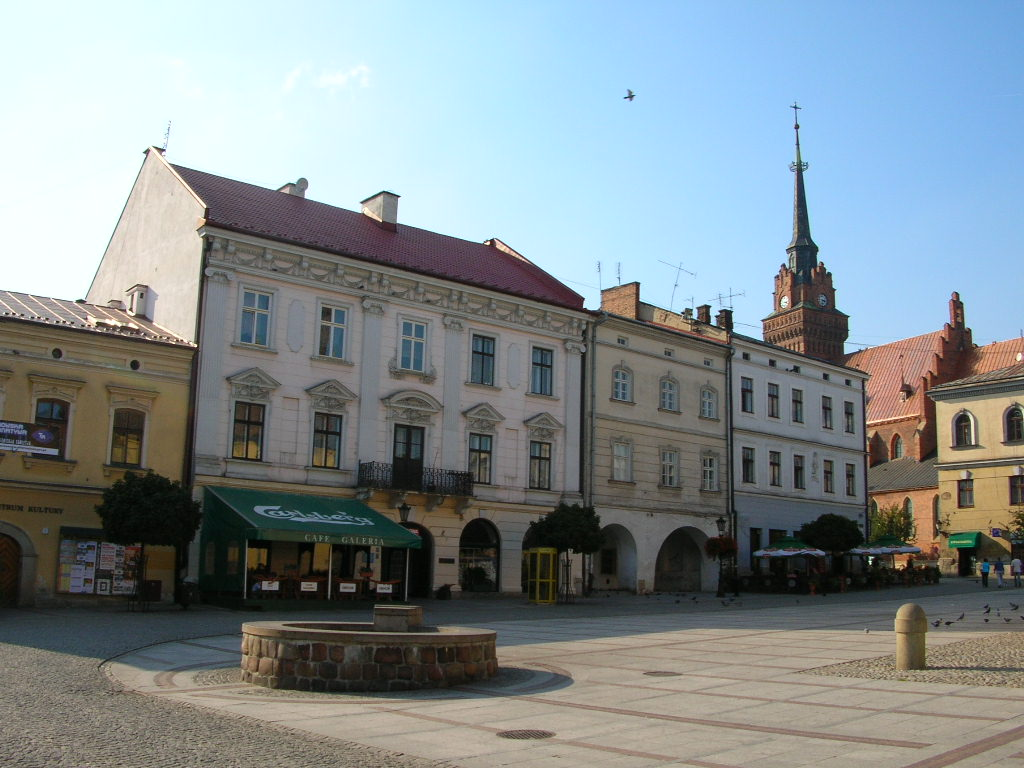
Pohled z Tržního náměstí
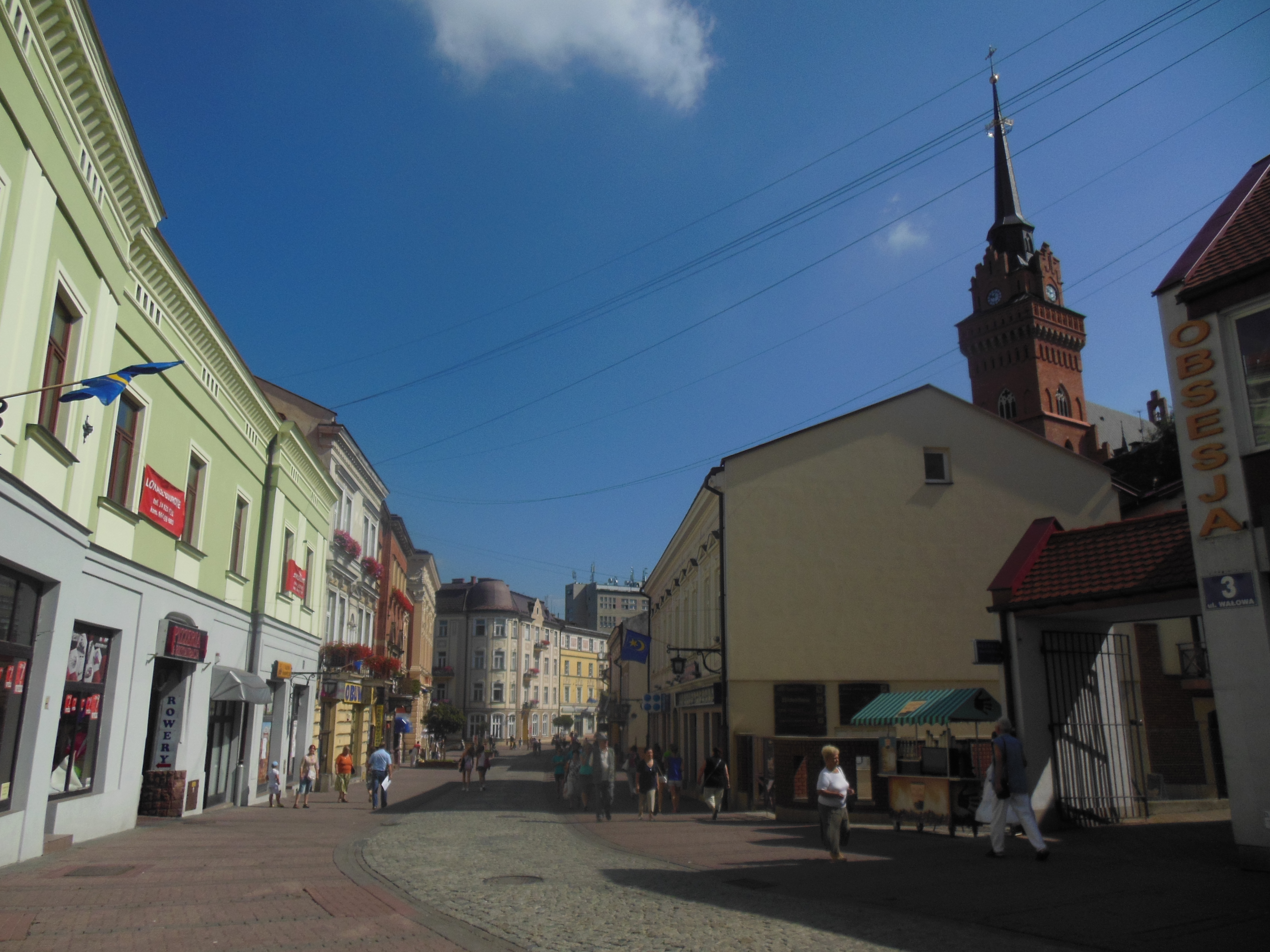
Pohled z ulice Walowa
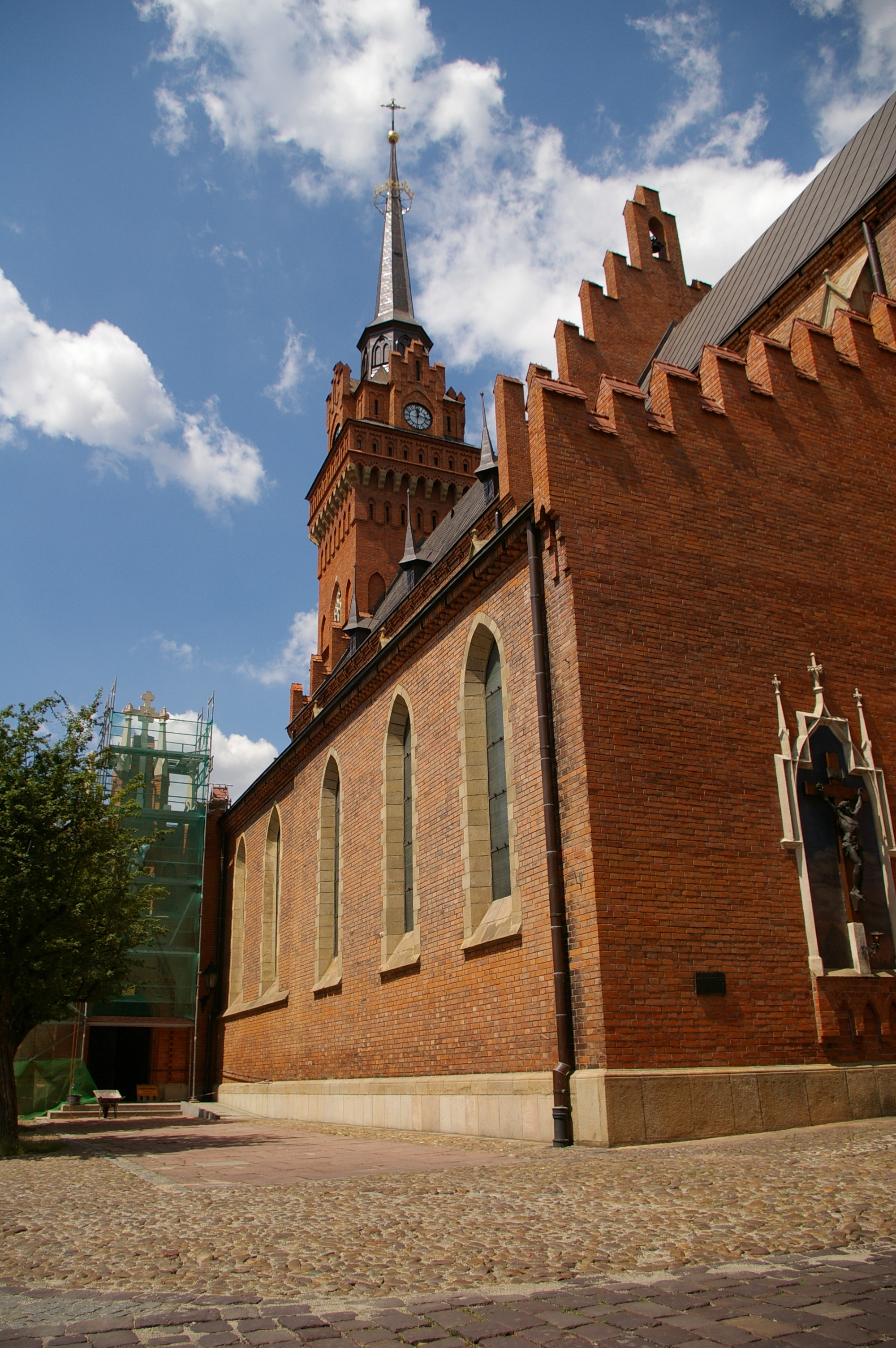
Pohled od jihovýchodu
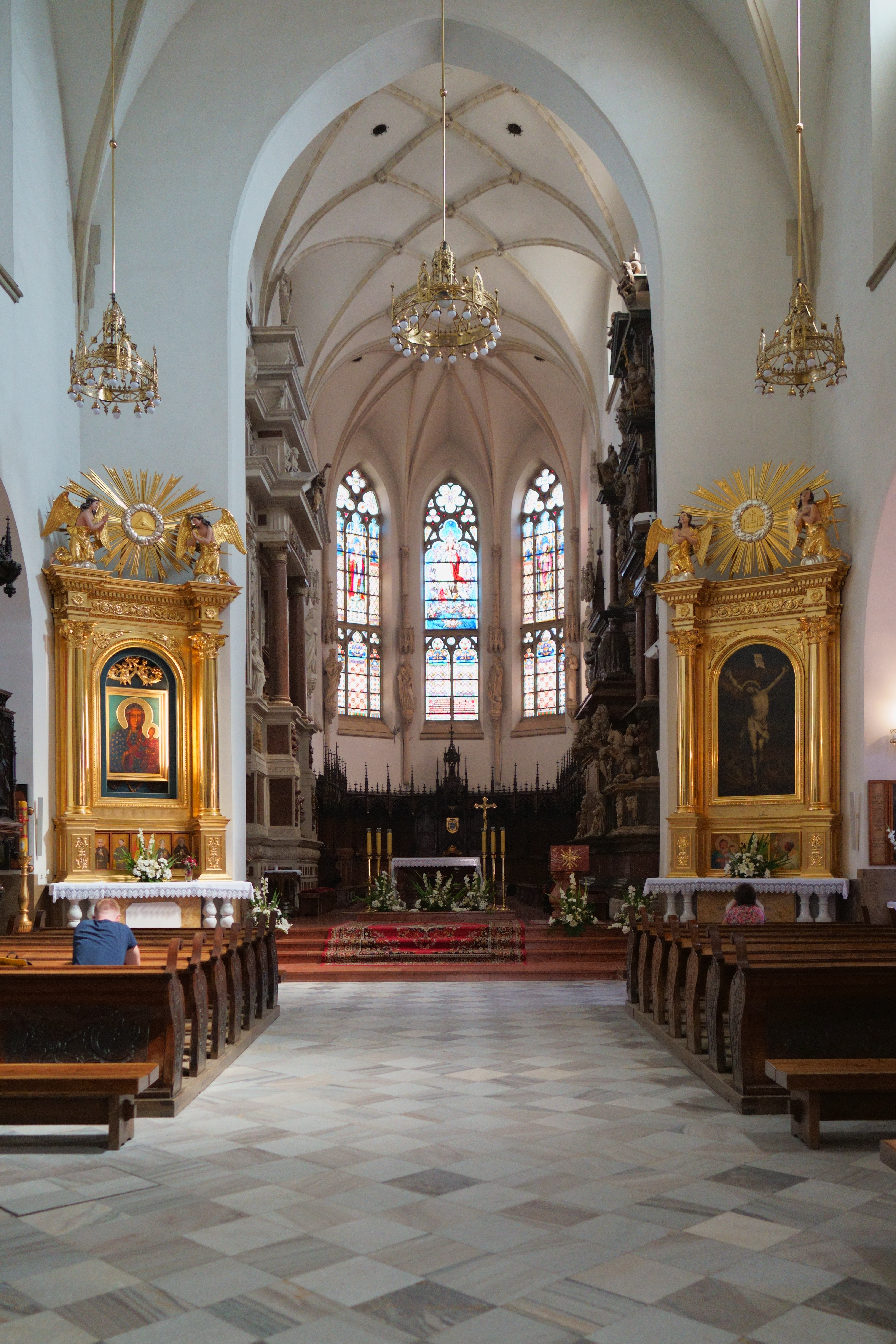
Hlavní loď
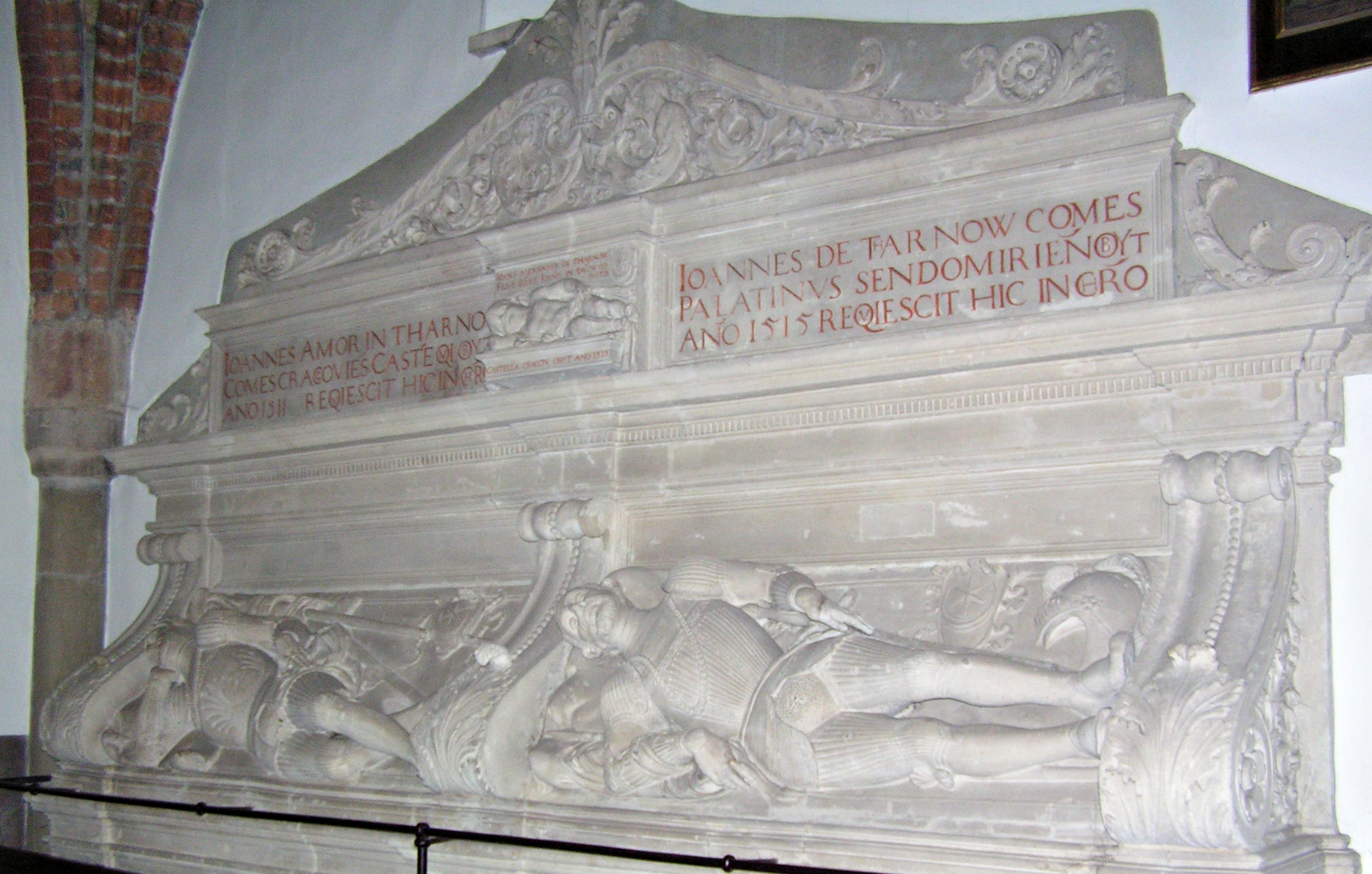
Náhrobek tří Janů
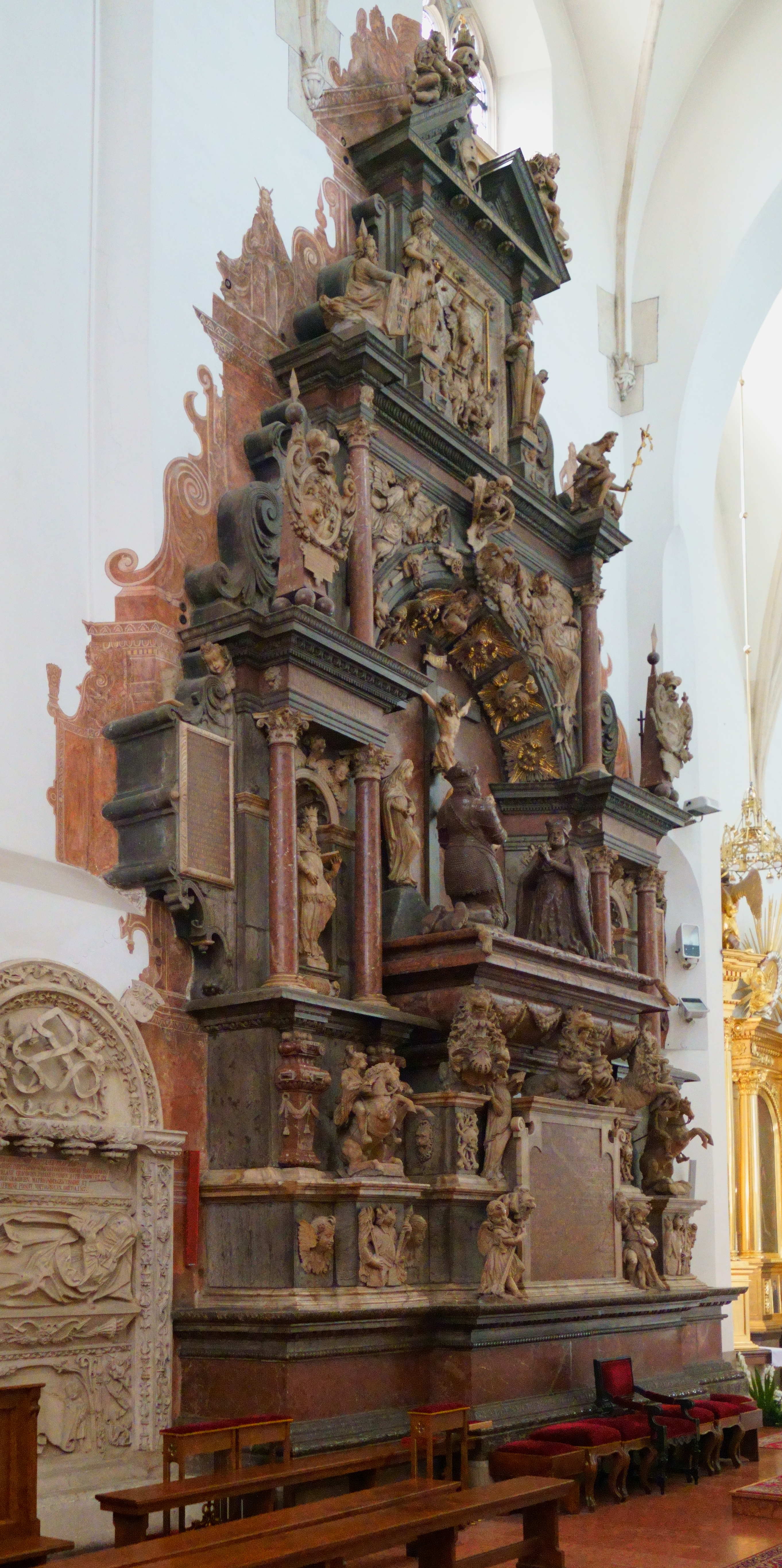
Náhrobek Ostrogských
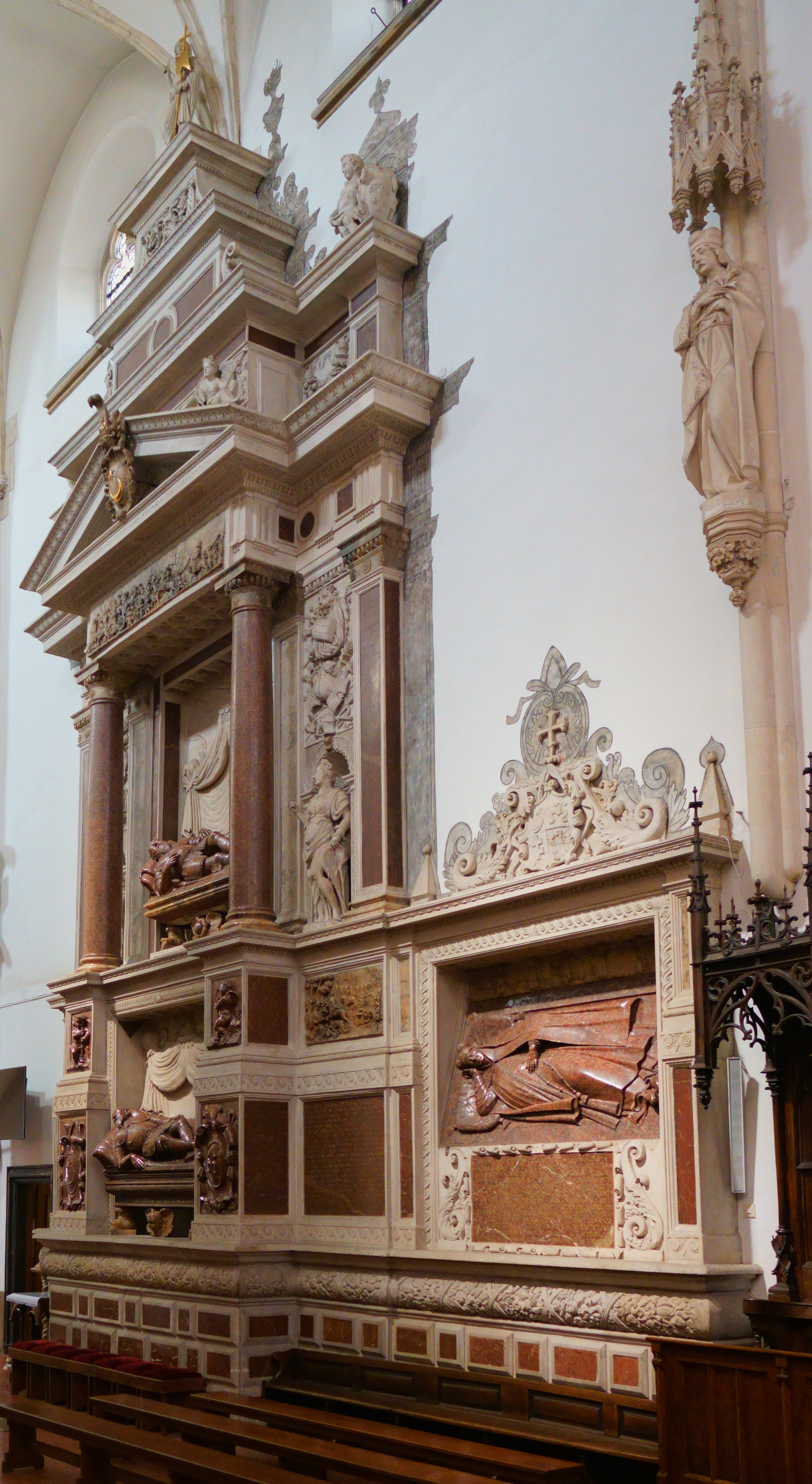
Náhrobek rodiny Tarnowských
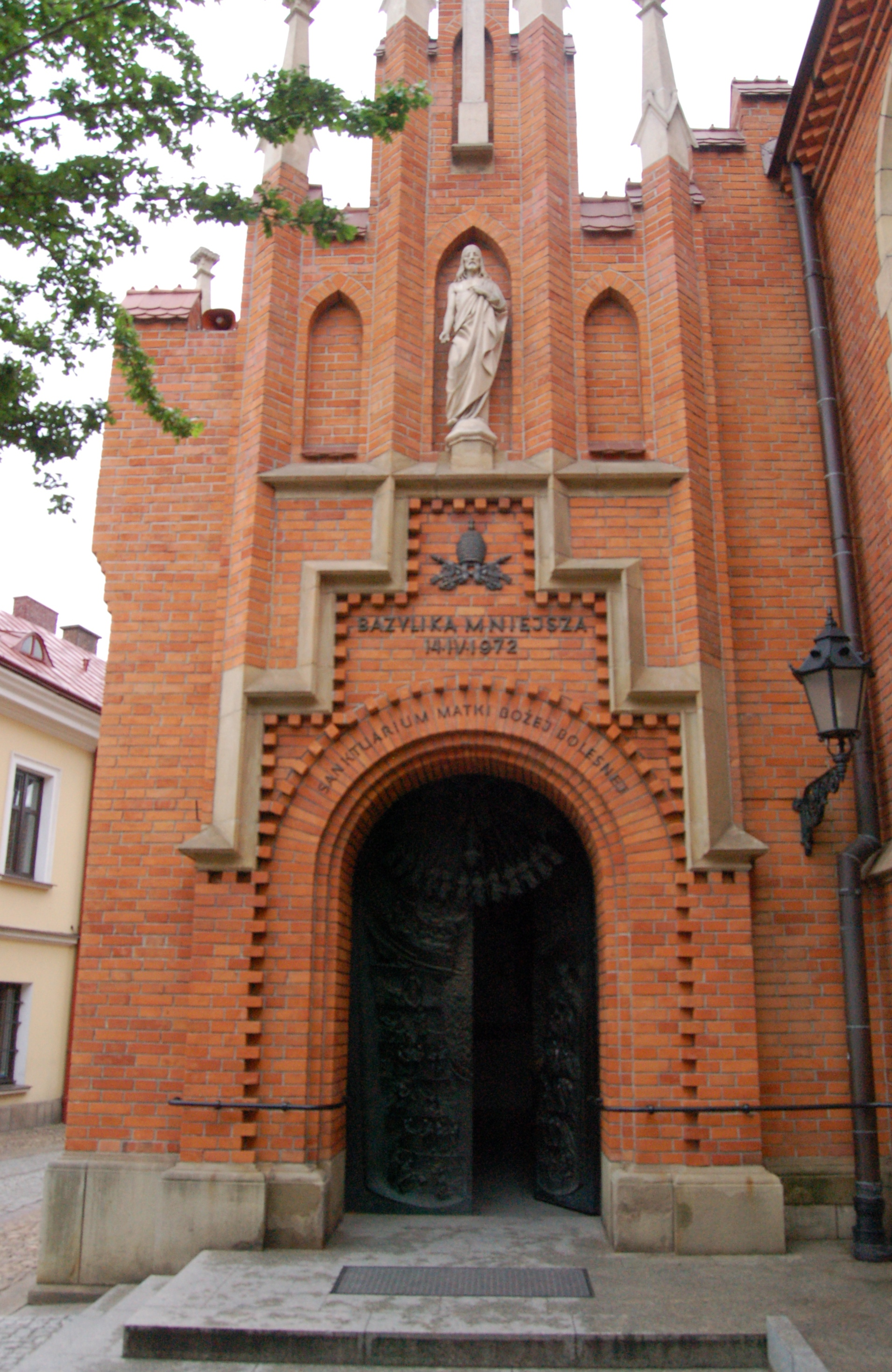
Jižní vchod
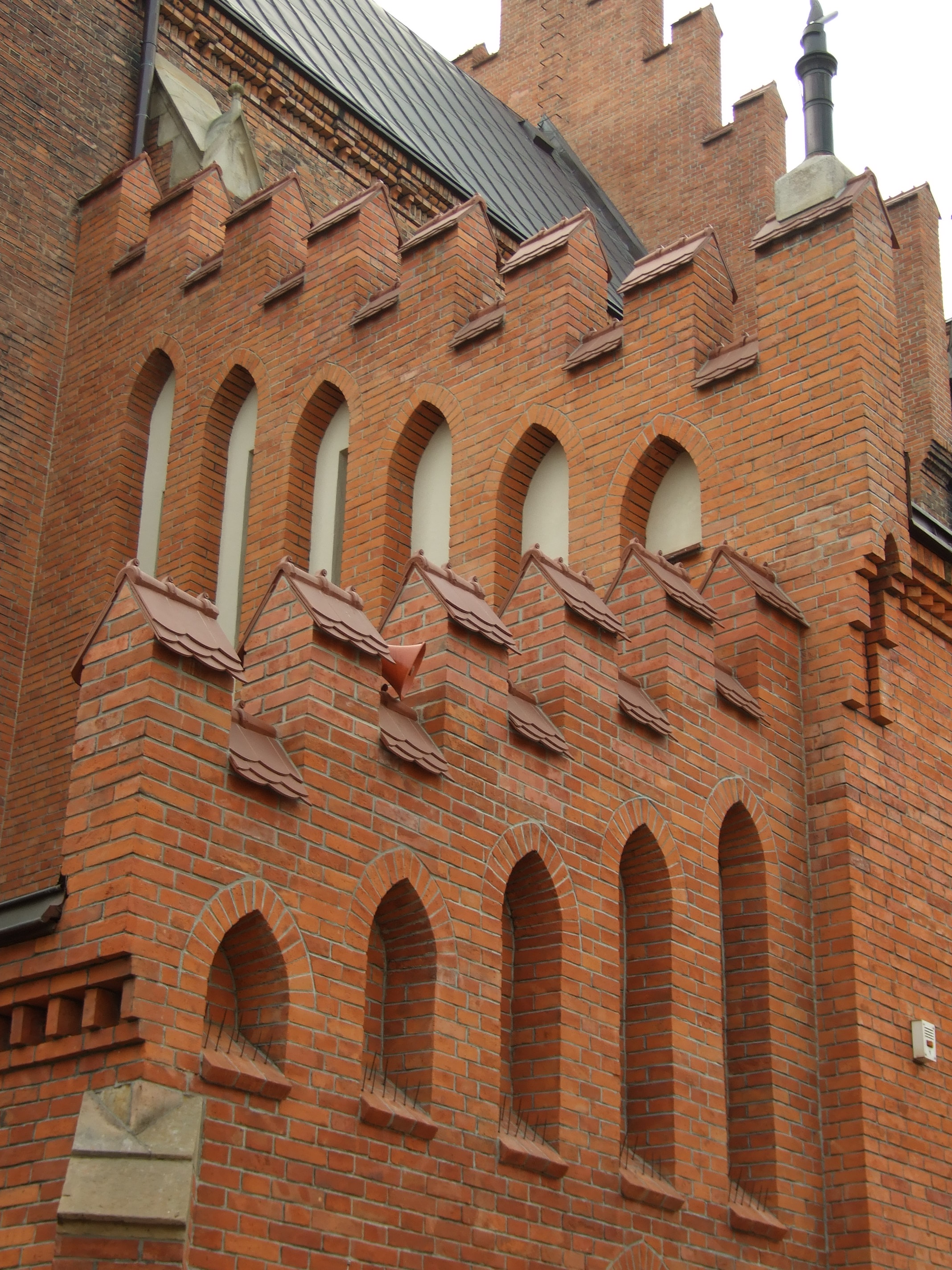
Detail
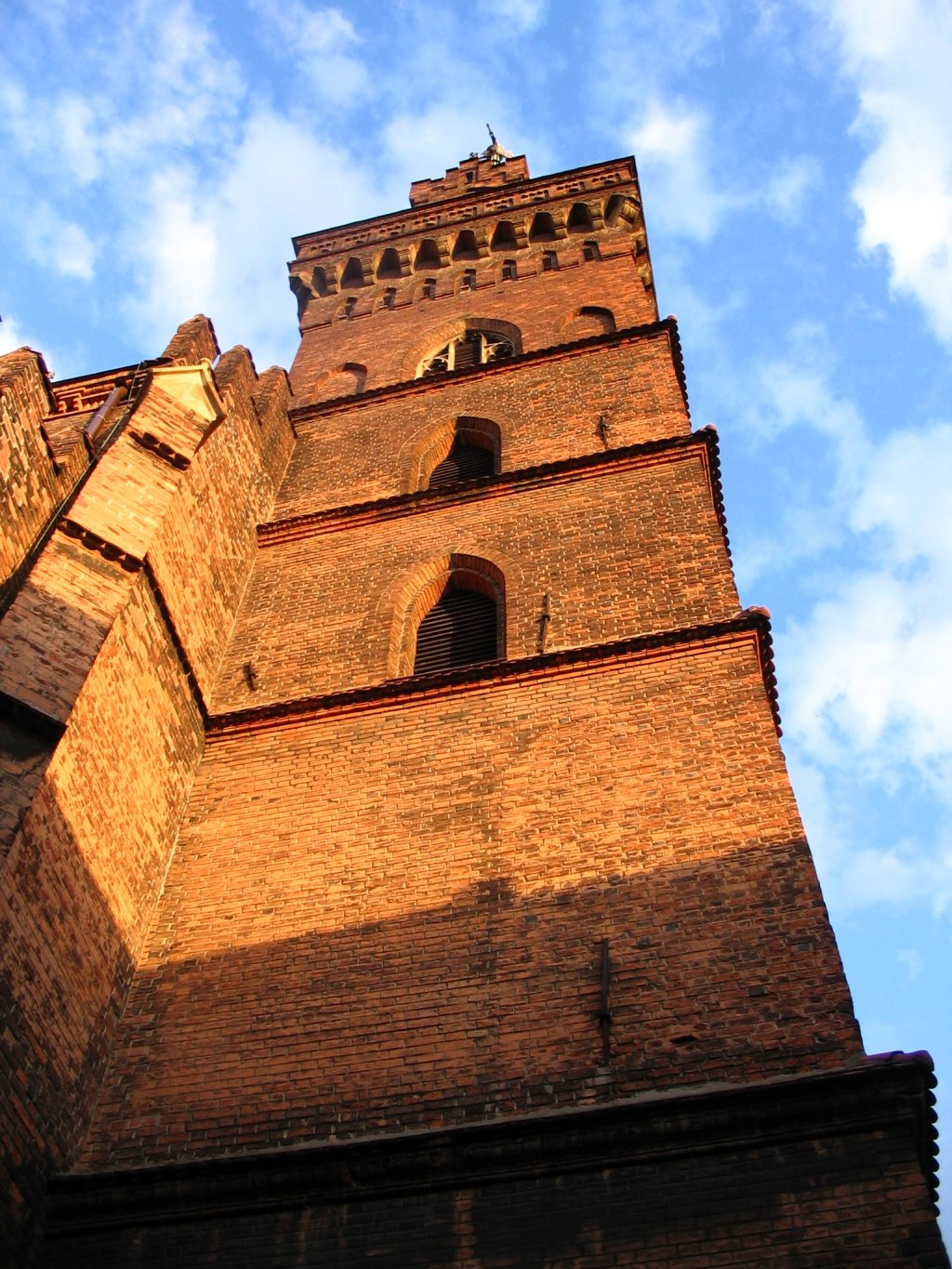
věž
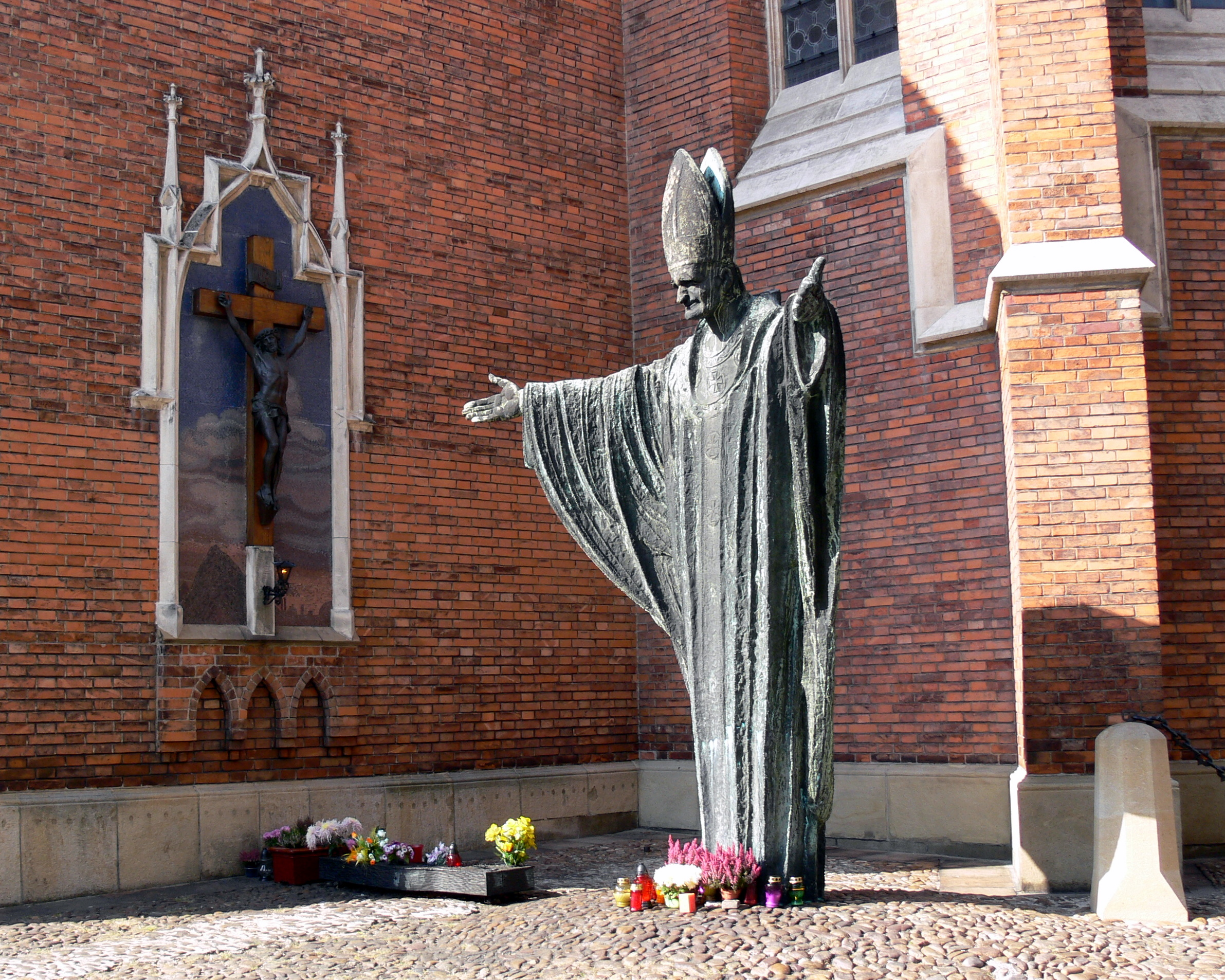
pomník Jana Pavla II.
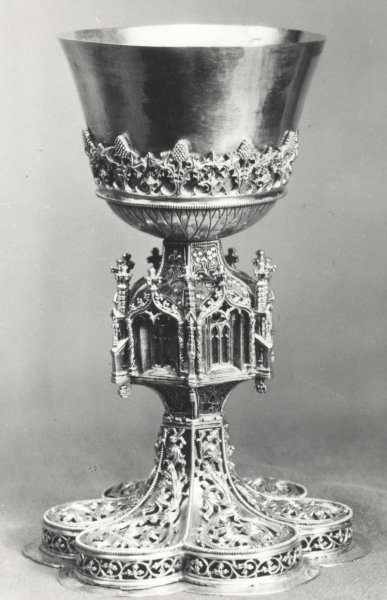
Kalich ukradený v roce 1940